# Chrudimský kraj

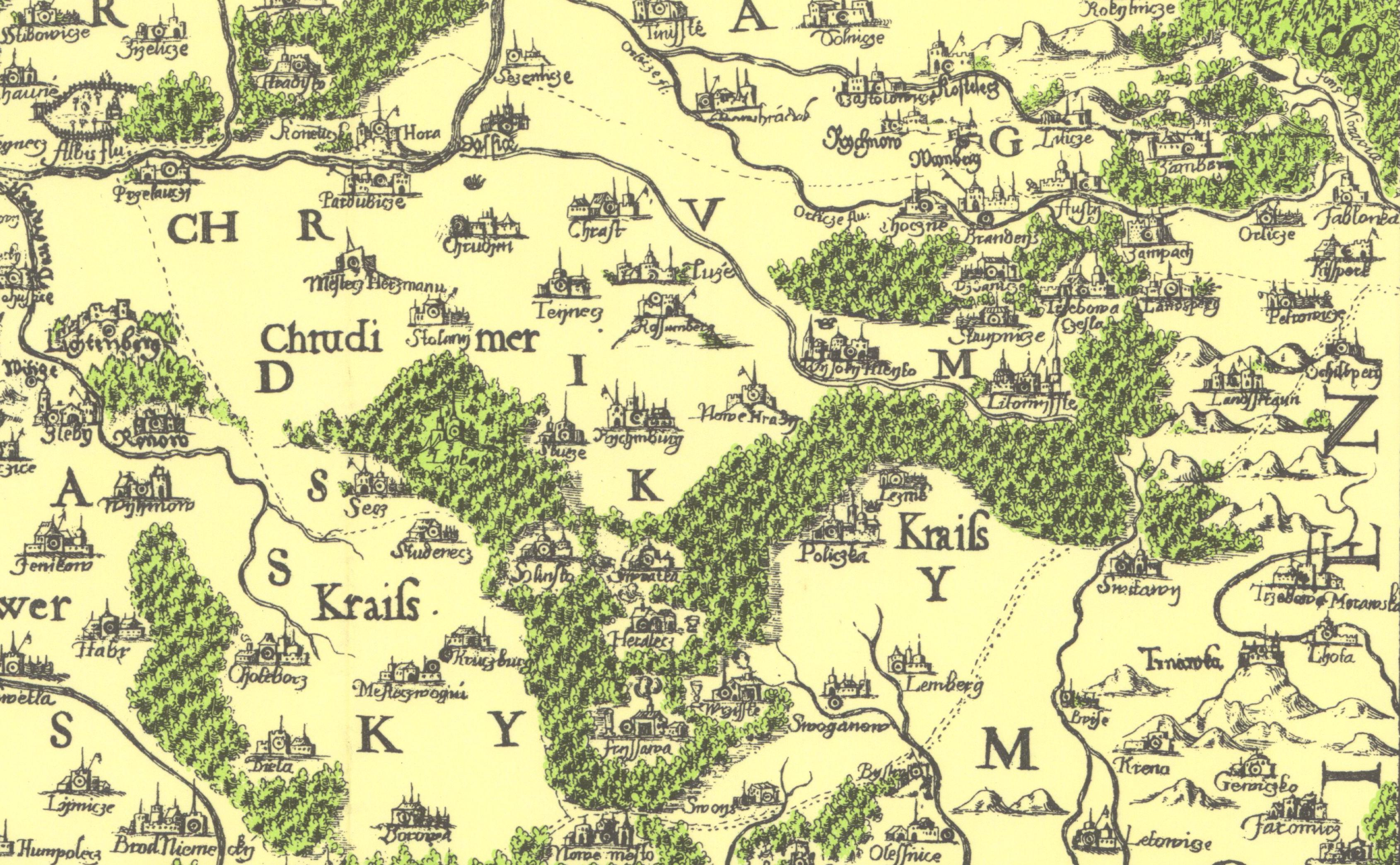
Nejstarší vyobrazení Chrudimského kraje na Aretinově mapě 1619

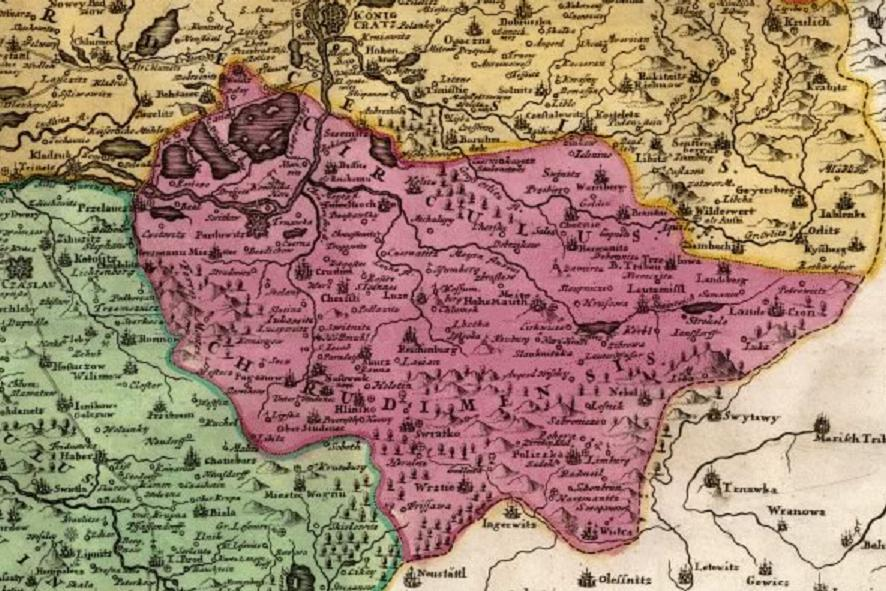
Chrudimský kraj na Vogtově mapě 1712

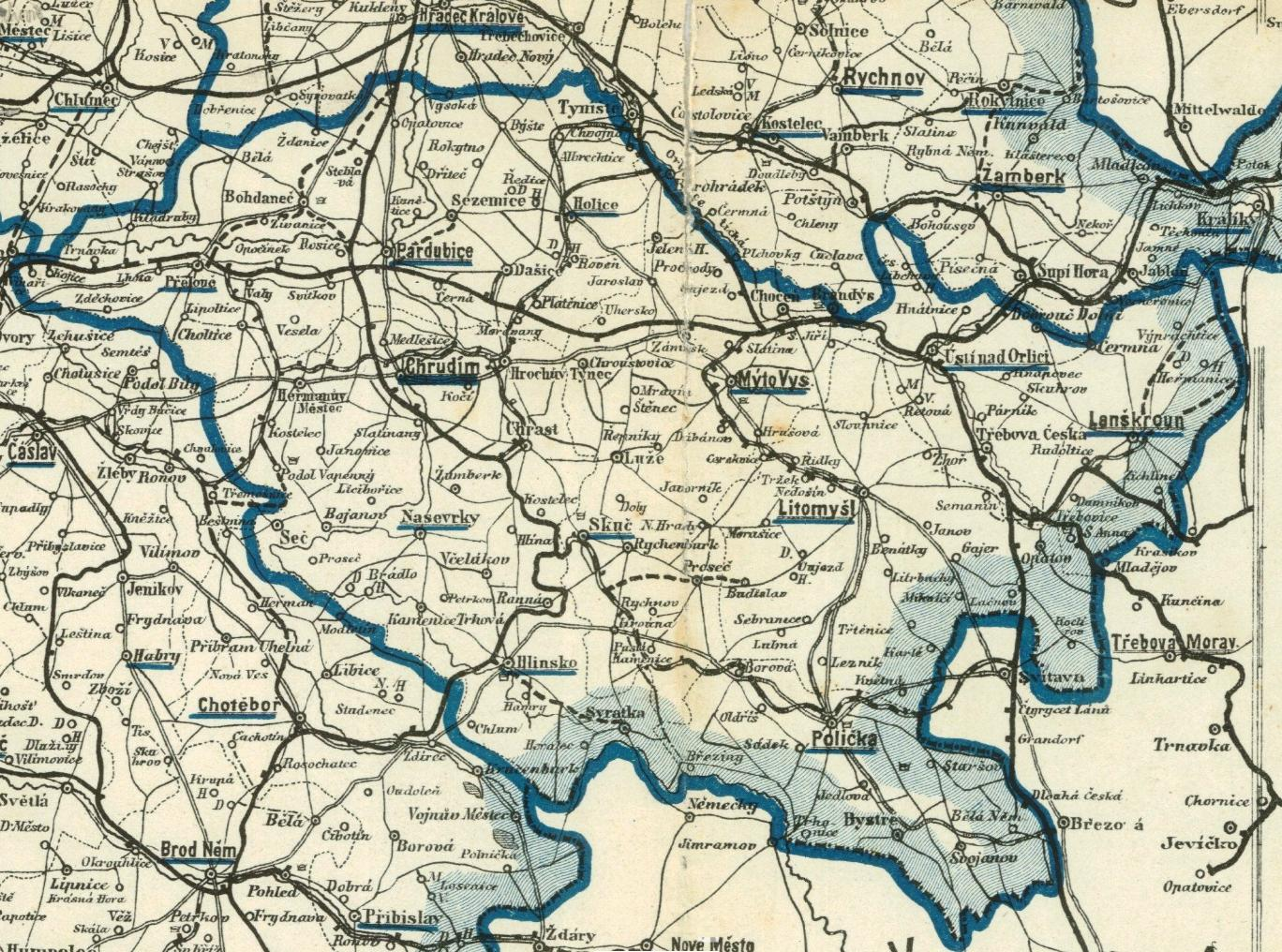
Chrudimský kraj roku 1909. V roce 1868 byly zrušeny krajské úřady a kraje jako administrativní jednotky. Nadále však zůstala zachována krajská organizace u soudů. Krajský soud sídlil v Chrudimi.

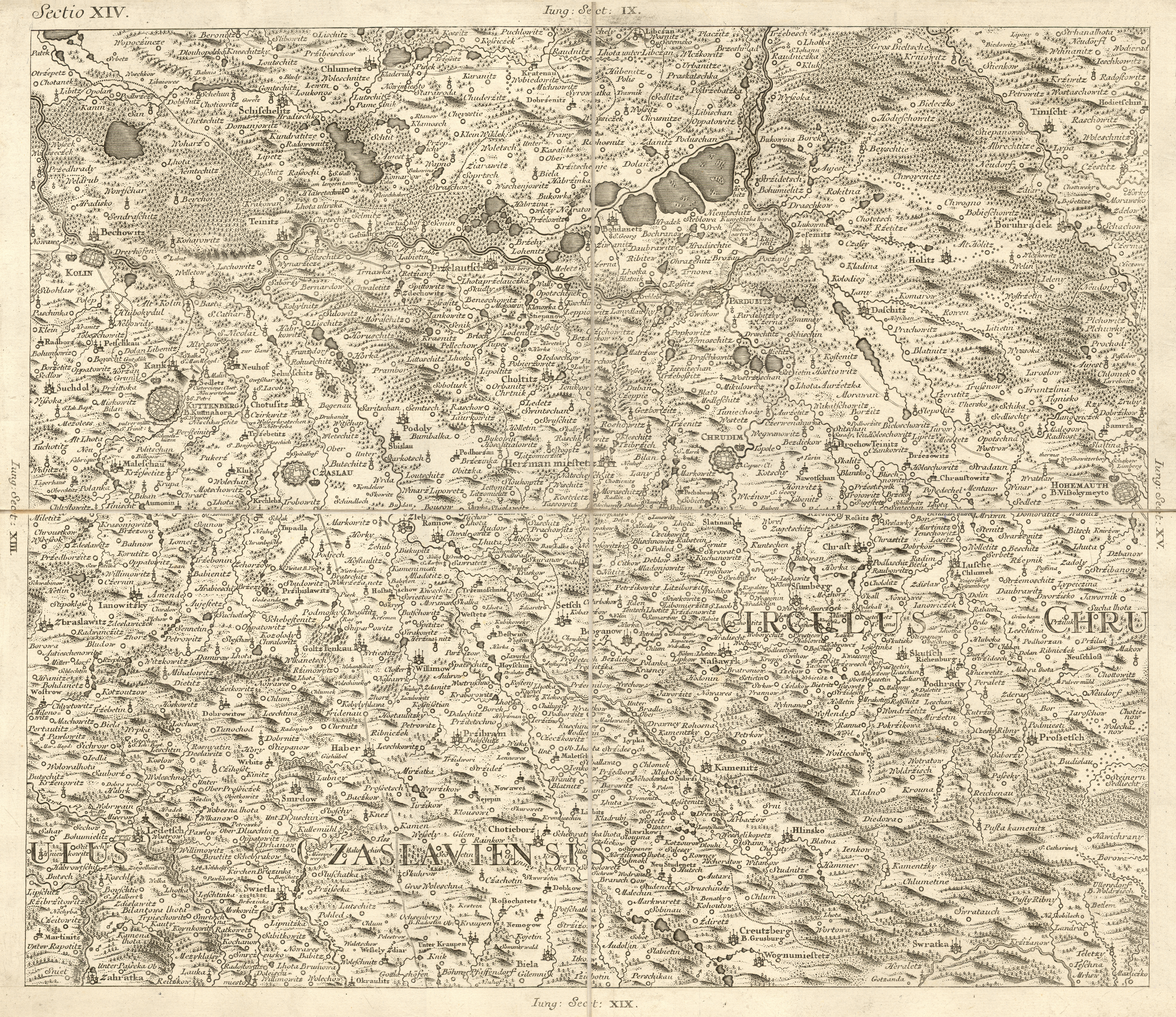
Severozápad Chrudimského kraje na Mullerově podrobné mapě z roku 1720

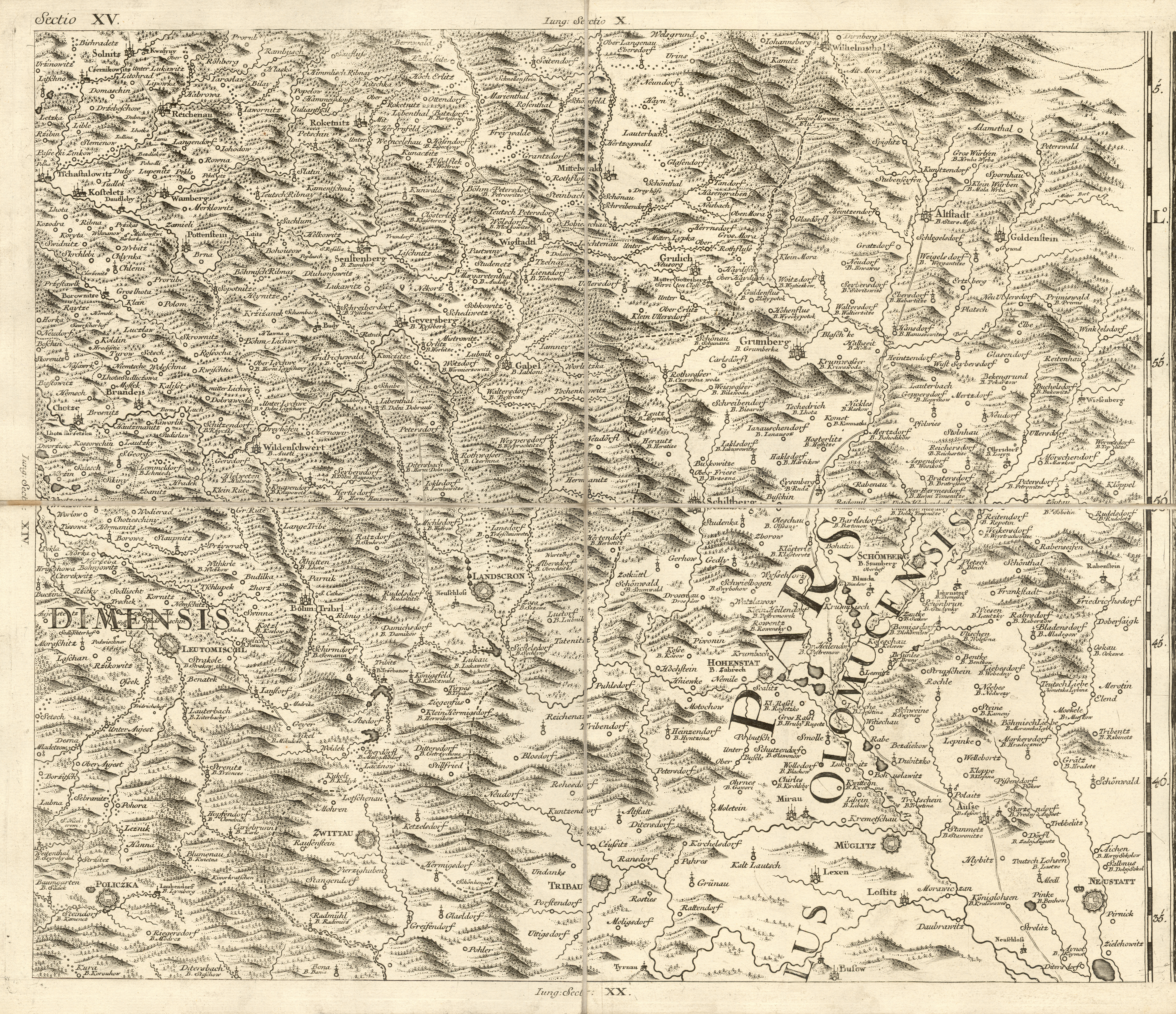
Severovýchod Chrudimského kraje na Mullerově mapě roku 1720

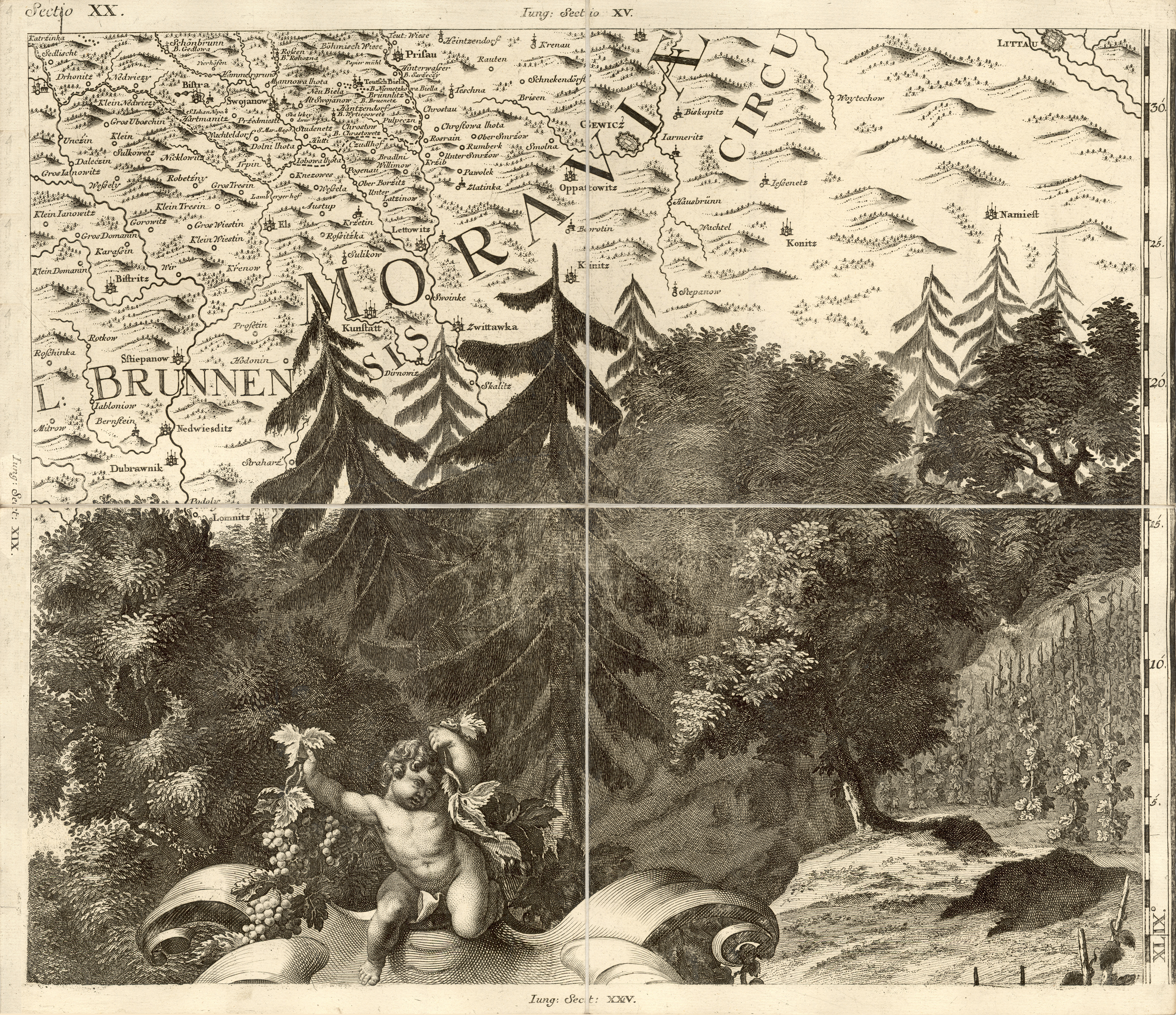
Jihovýchod Chrudimského kraje na Mullerově mapě roku 1720

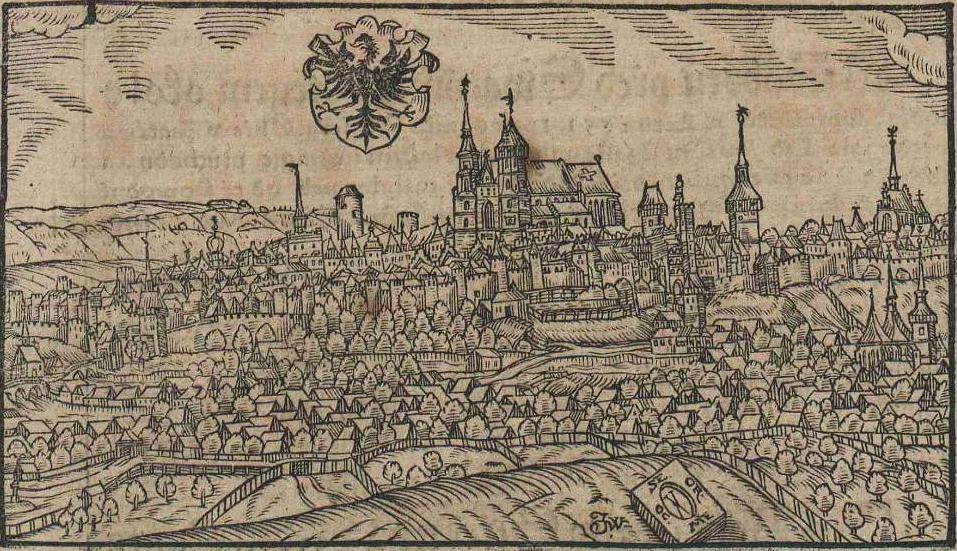
Zmenšená veduta Chrudimi z roku 1602 podle Jana Willenberga

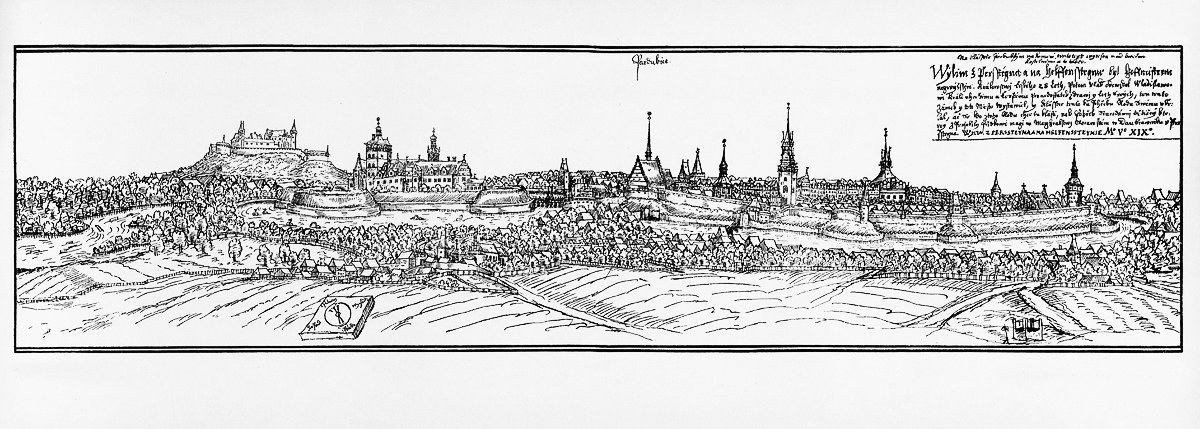
Veduta Pardubic z roku 1602

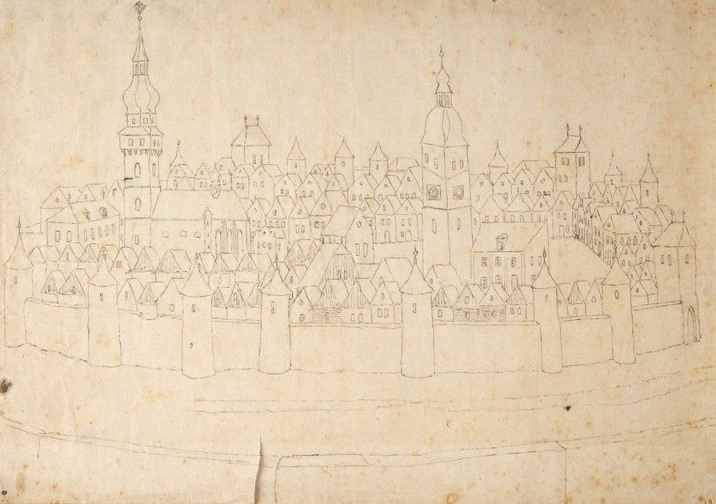
Veduta Poličky z let 1711

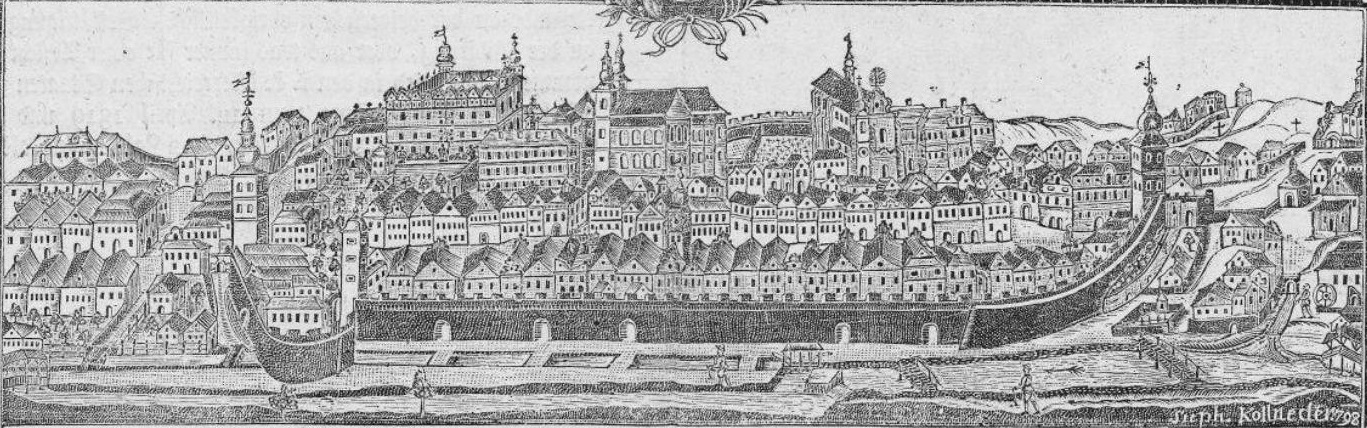
Veduta Litomyšle z roku 1798

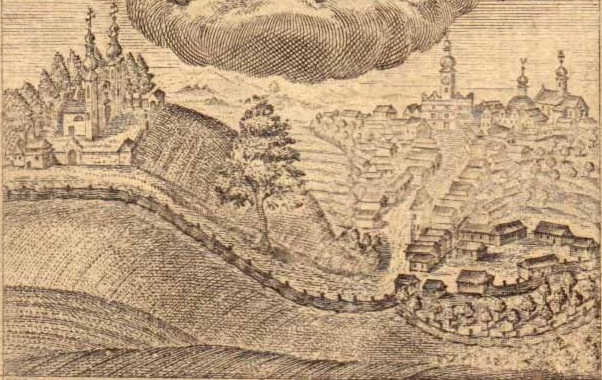
Stará veduta města Přelouče

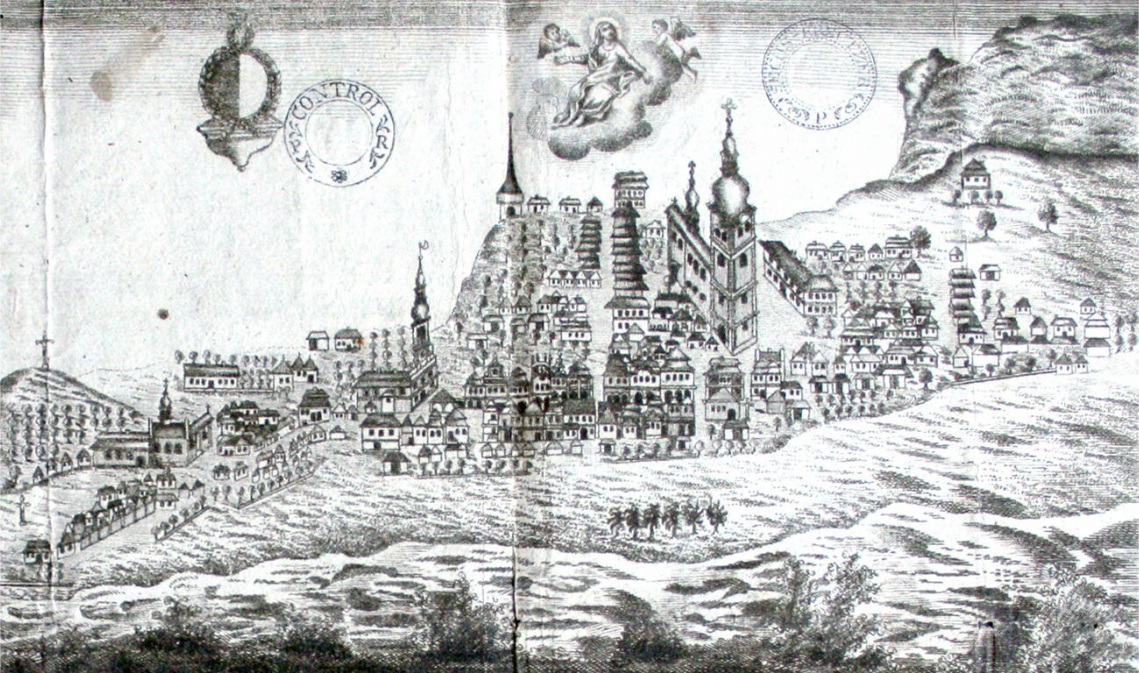
Veduta města Skutče z roku 1812

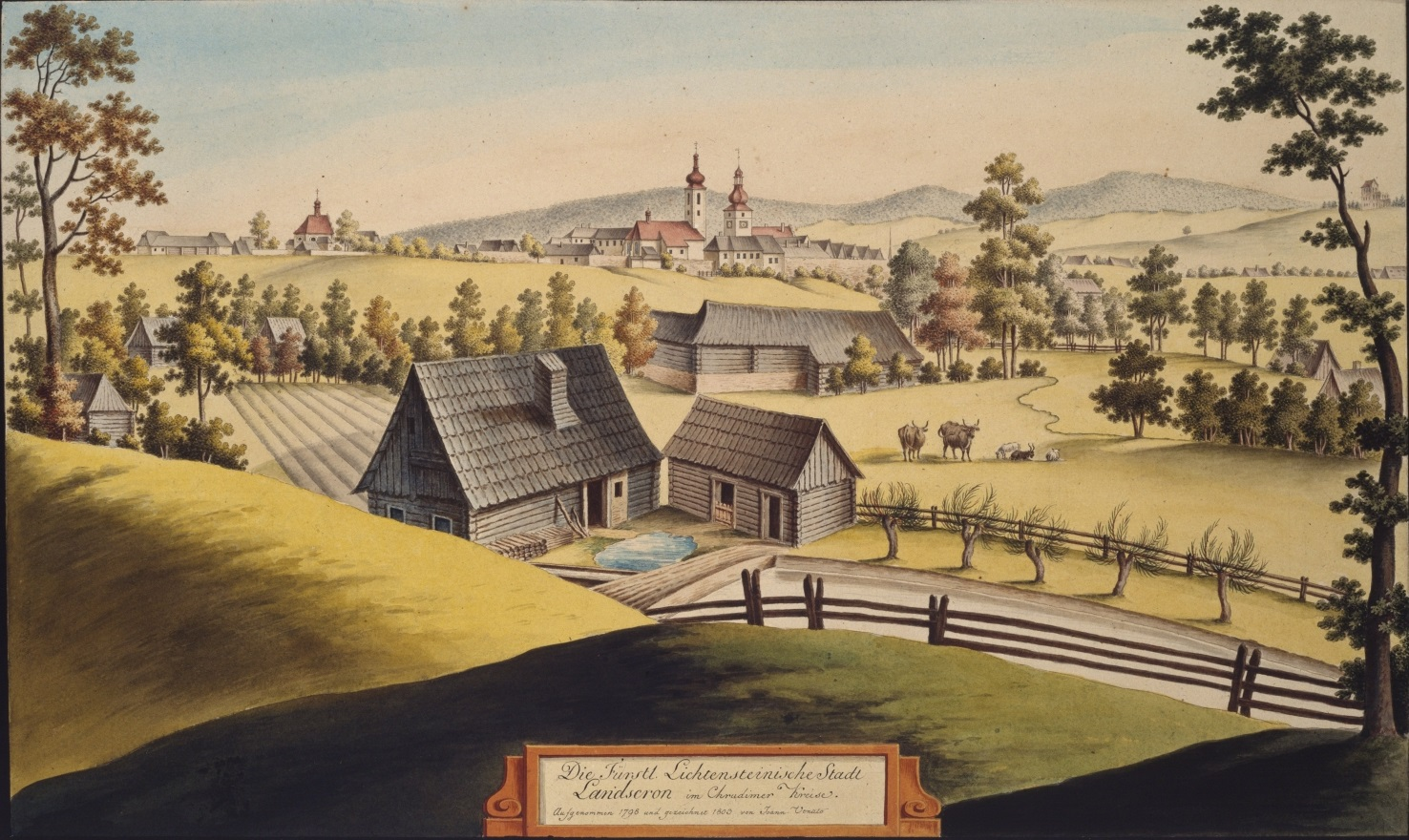
Město Lanškroun. Die Fürstl. Lichtensteinische Stadt Landscron im Chrudimer Kreise. aufgenommen 1798 und gezeichnet 1803 von Joann. Venuto.

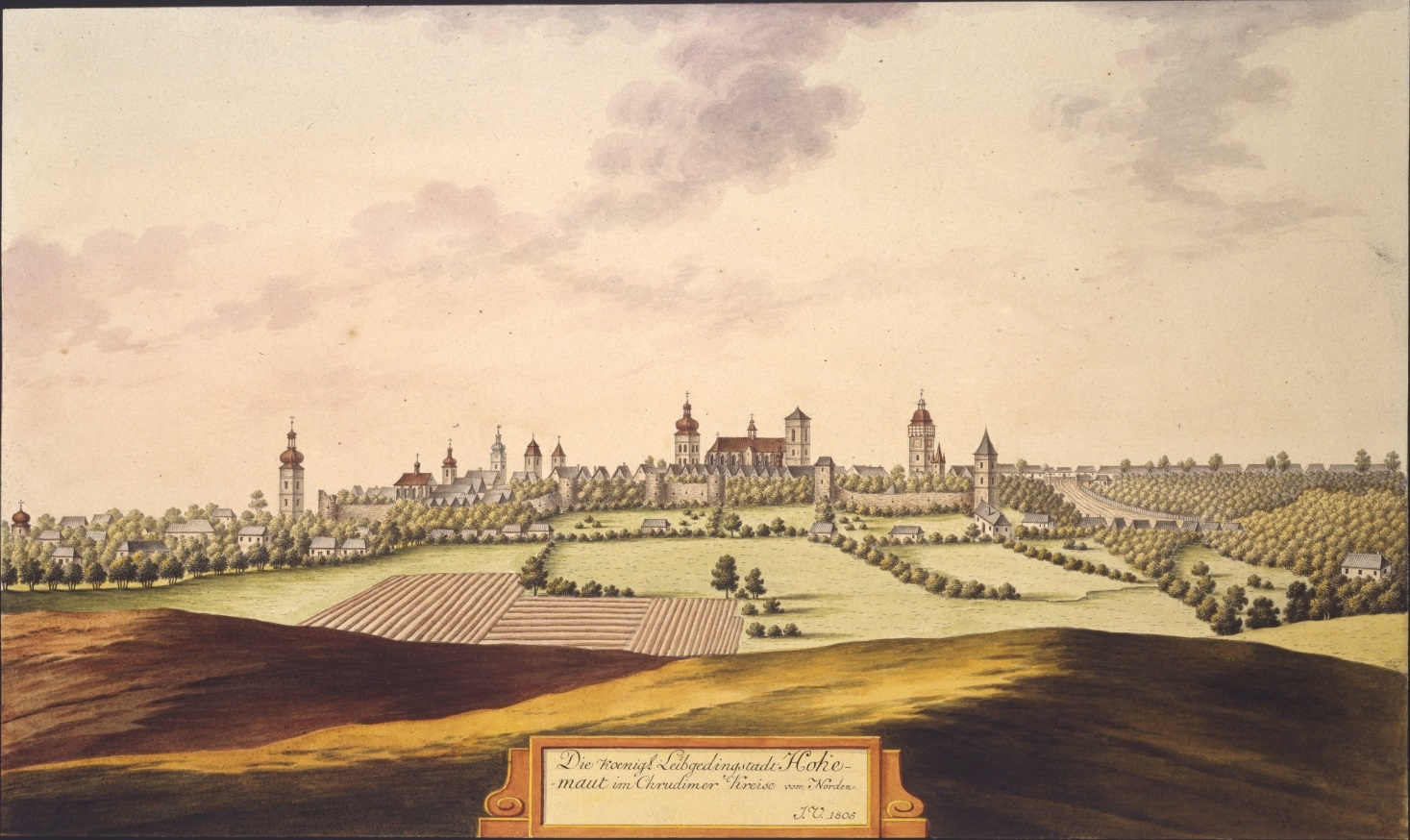
Královské věnné město Vysoké Mýto. Die koenigl. Leibgedingstadt Hohemaut im Chrudimer Kreise vom Norden. J. V. 1808.

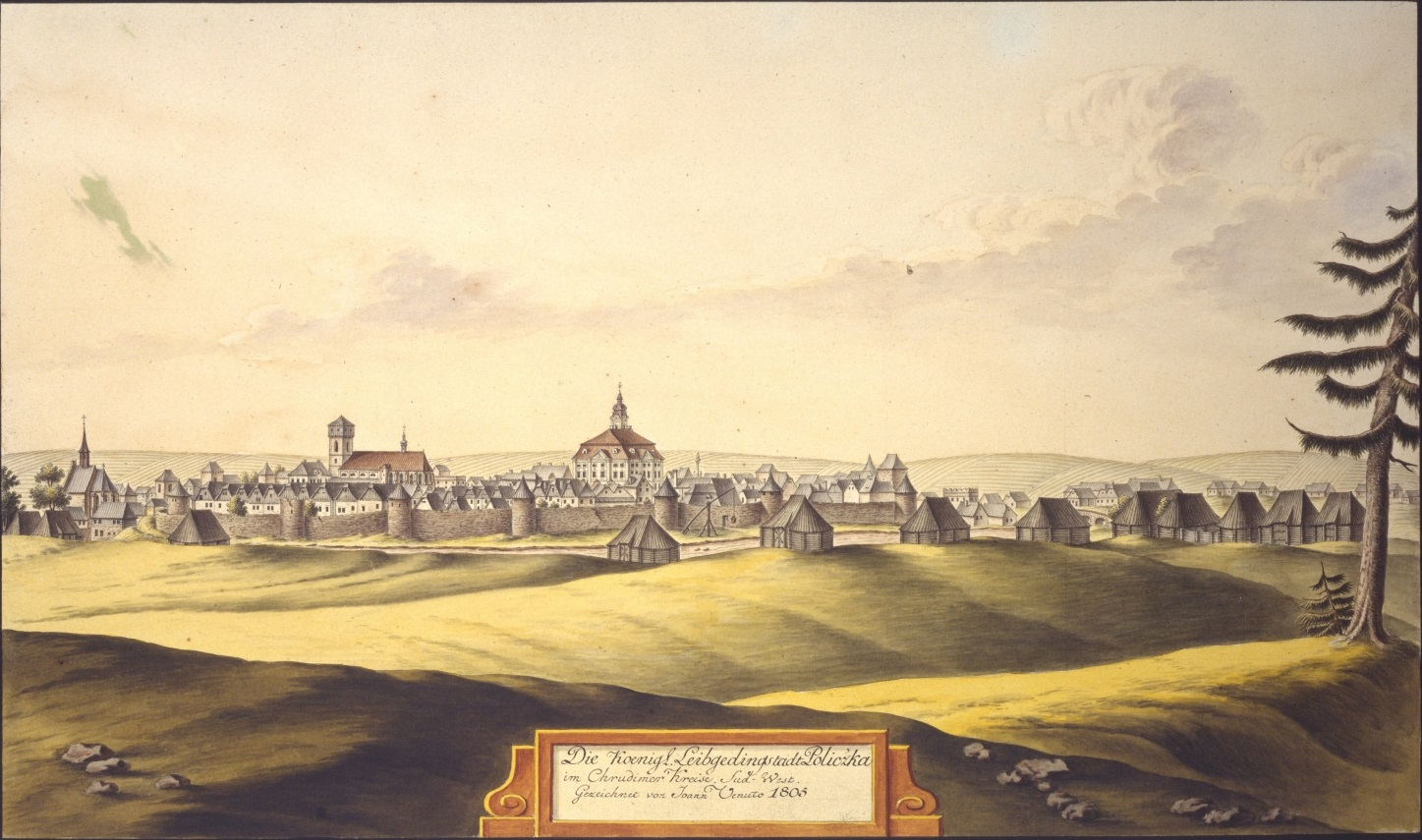
Královské věnné město Polička. Die Koenigl. Leibgedingstadt Policžka im Chrudimer Kreise. Sud-West (!). Gezeichnet von Joann Venuto 1805.

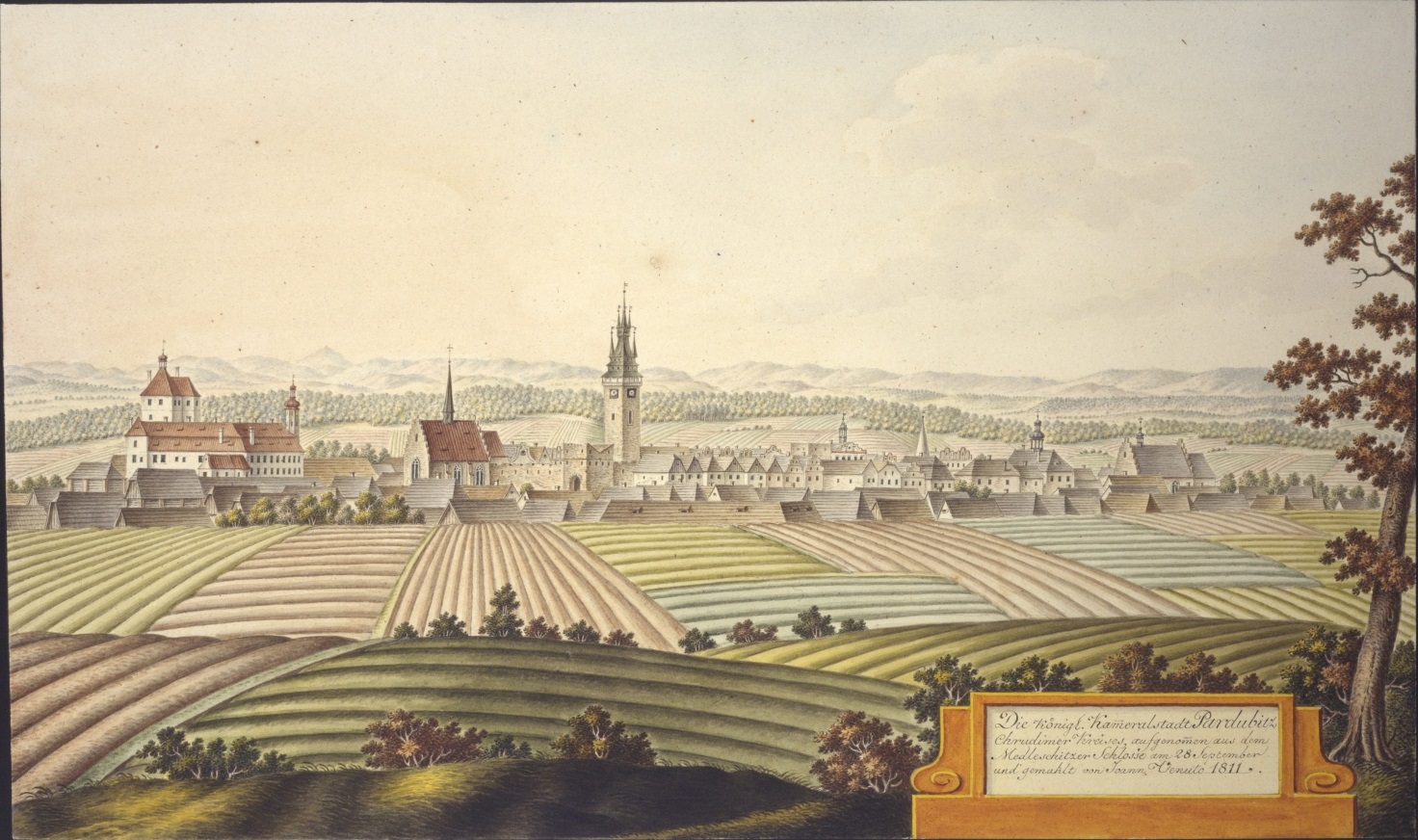
Komorní město Pardubice. Die Königl. Kameralstadt Pardubitz Chrudimer Kreises, aufgenommen aus dem Medleschitzer Schlosse am 28. September und gemahlt von Joann Venuto 1811.

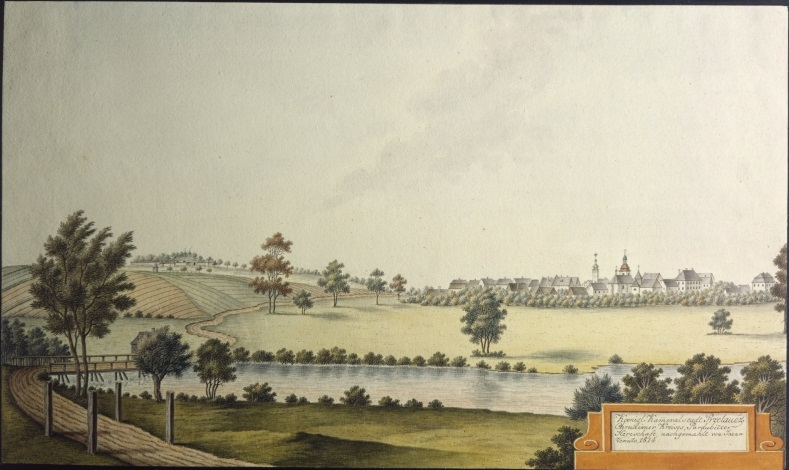
Komorní město Přelouč. Koenigl. Kameralstadt Prželaucž, Chrudimer Kreises, Pardubitzer Herrschaft, nachgemahlt von Joann Venuto 1814.

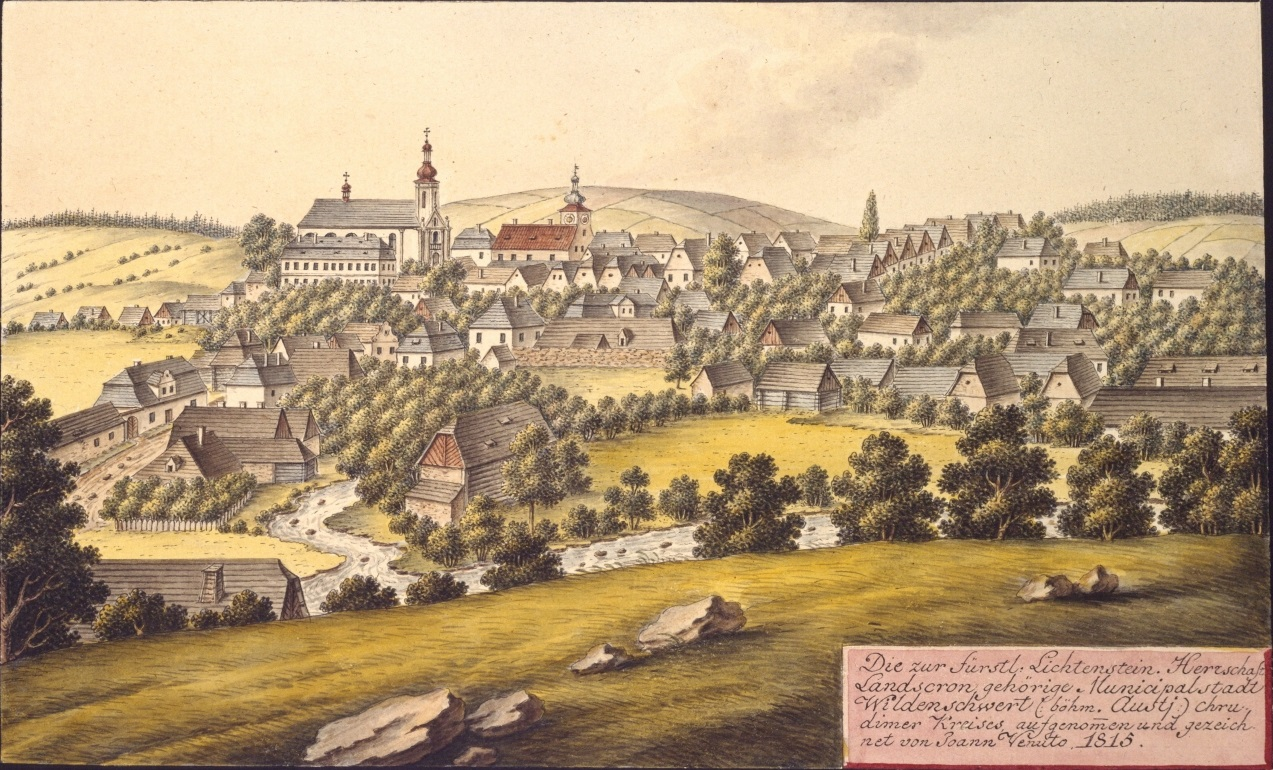
Ústí nad Orlicí. Die zur fürstl Lichtenstein. Herrschaft Landscron gehörige Municipalstadt Wildenschwert (böhm. Austj) Chrudimer Kreises aufgenommen und gezeichnet von Joann Venuto 1815.

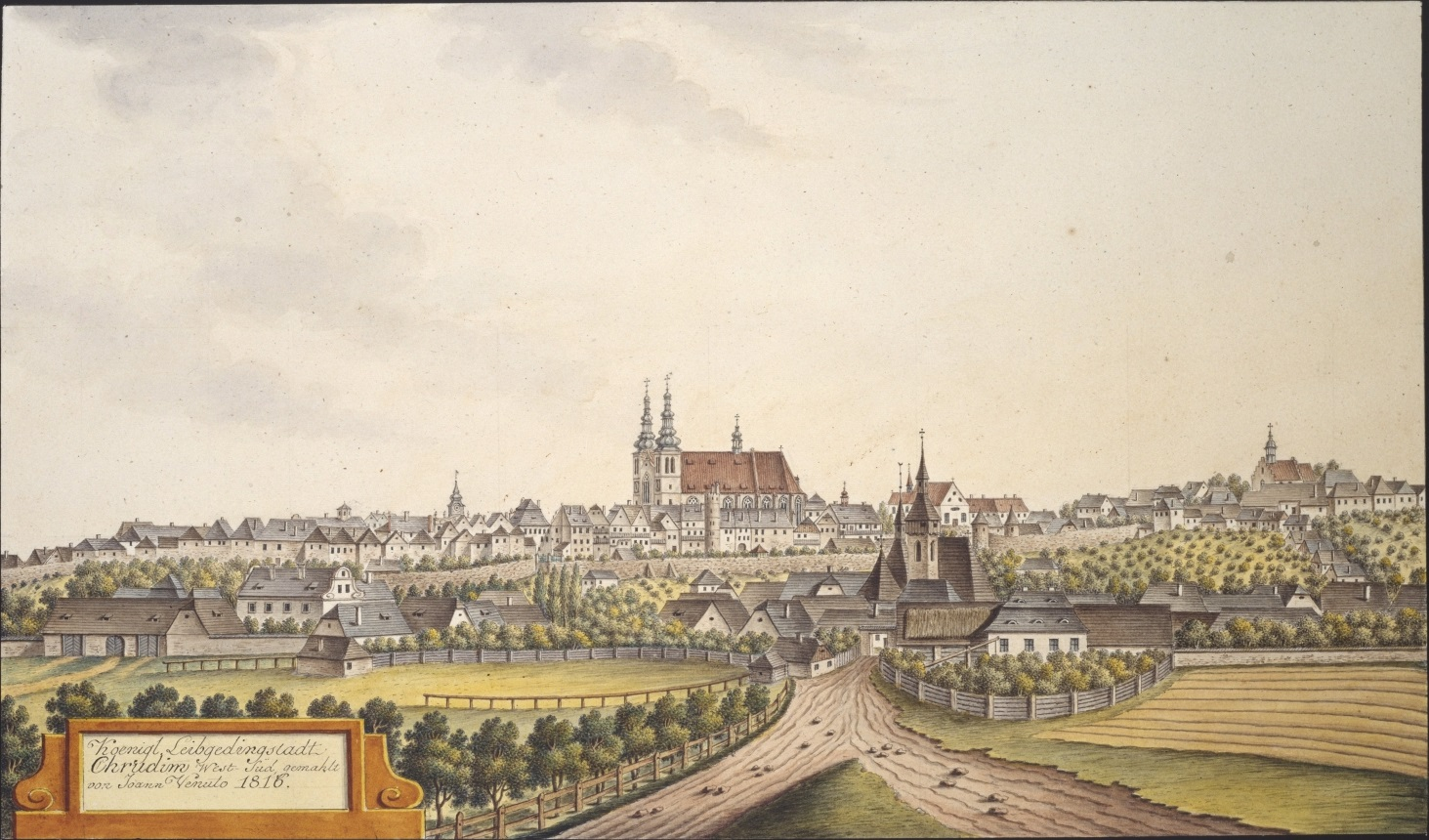
Královské věnné město Chrudim. Koenigl. Leibgedingstadt Chrudim West Süd, gemahlt von Joann Venuto 1816.

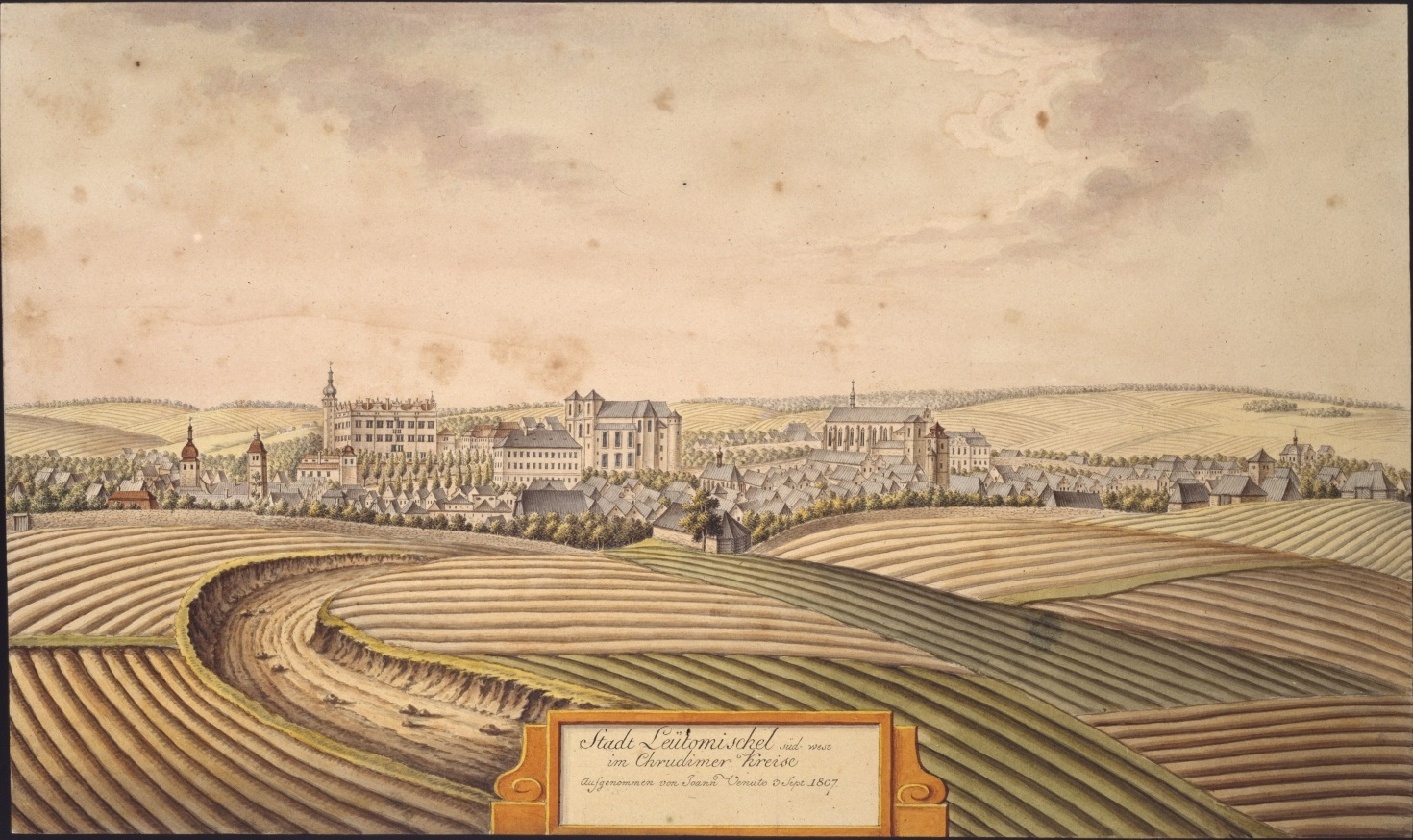
Město Litomyšl. Stadt Leutomischel süd west im Chrudimer Kreise aufgenommen von Joann Venuto 3. Sept. 1807.

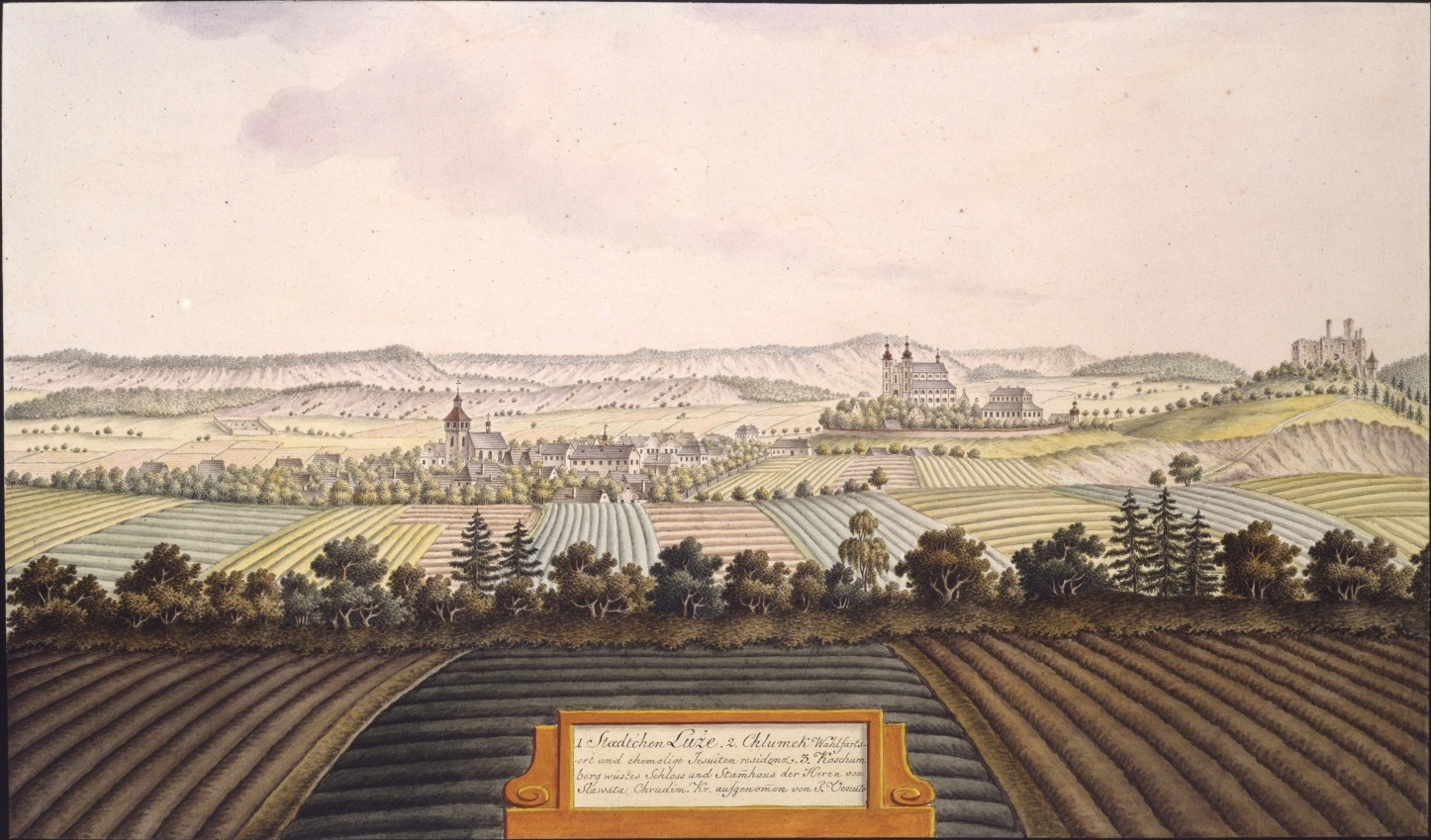
Městečko Luže. 1 Städtchen Luže. 2. Chlumek Wahlfartsort und ehemalige Jesuitenresidenz, 3, Koschumberg wüstes Schloss und Stamhaus der Herrn von Slawata, Chrudim. Kr. aufgenommen von J. Venuto.

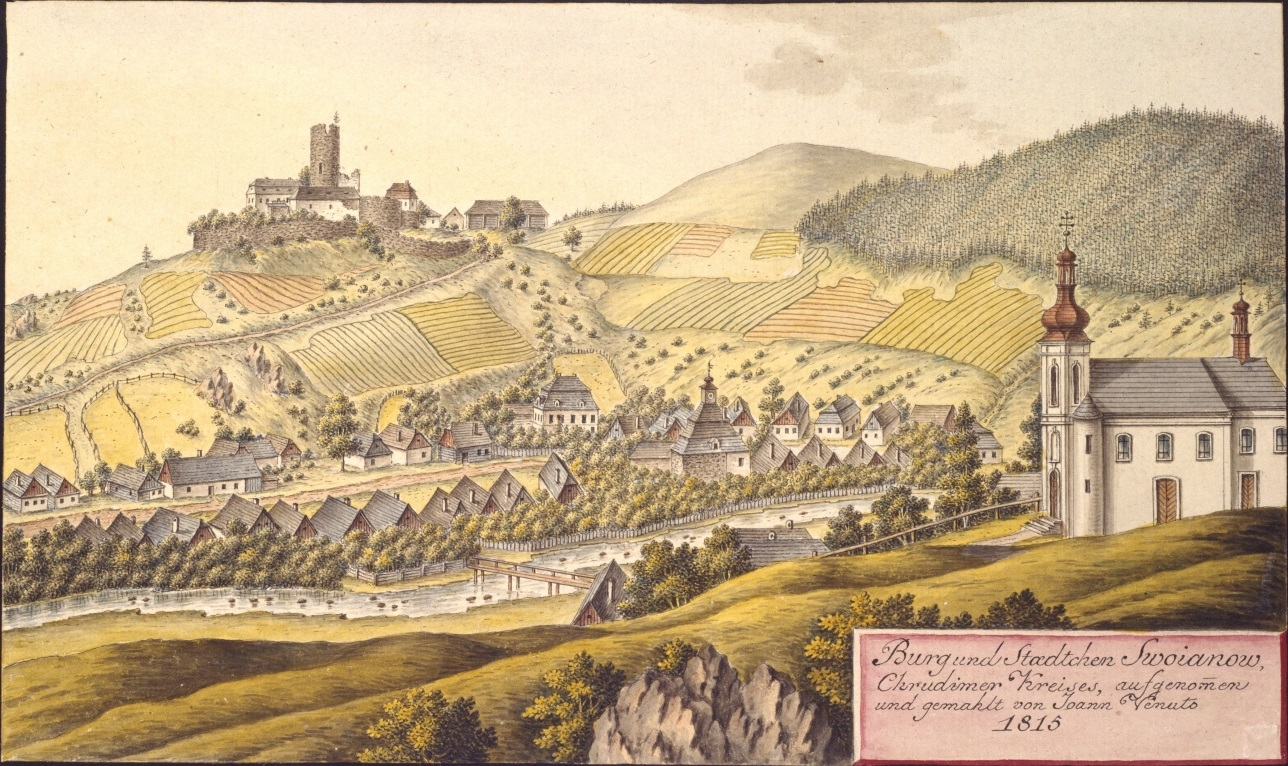
Svojanov. Burg und Städtchen Swoianow, Chrudimer Kreises, aufgenommen und gemahlt von Joann Venuto 1815.

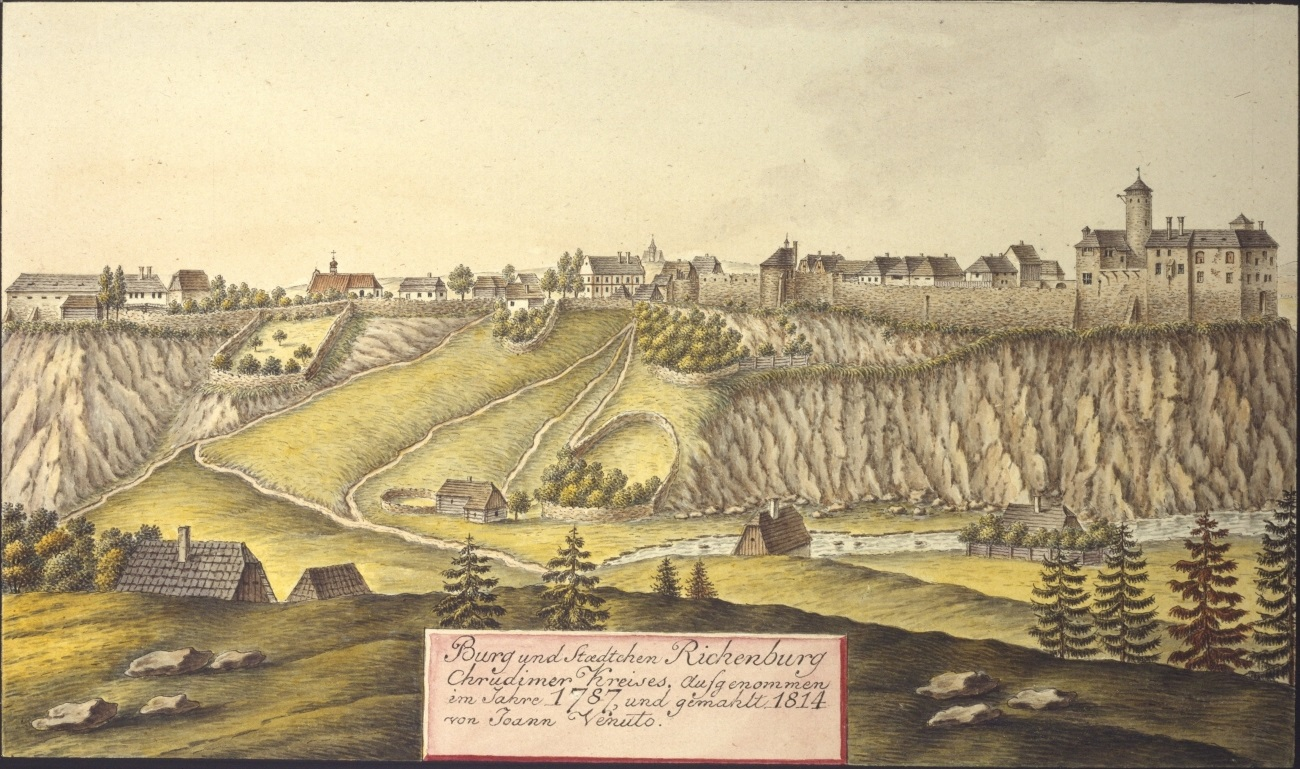
Rychmburk. Burg und Staedtchen Richenburg Chrudimer Kreises, aufgenommen im Jahre 1787, und gemahlt 1814 von Joann Venuto.

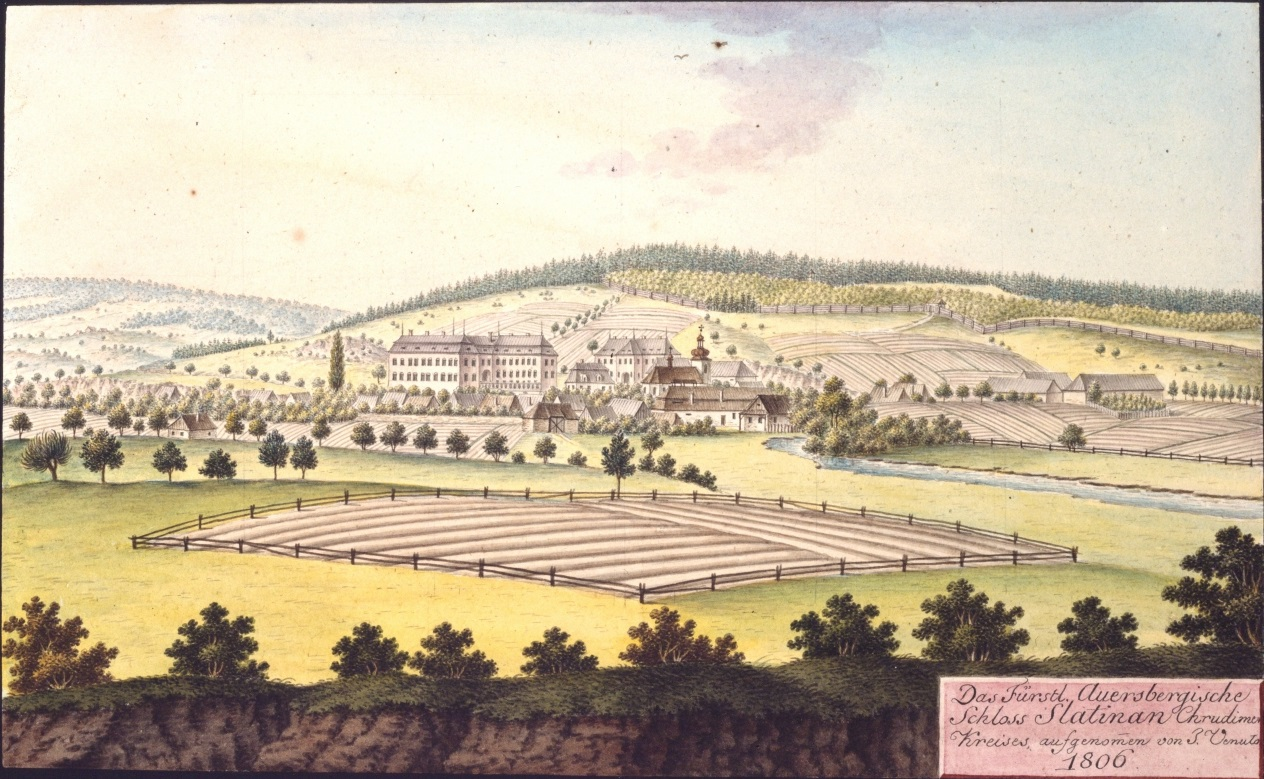
Slatiňany. Das Fürstl. Auersbergische Schloss Slatinan Chrudimer Kreises, aufgenommen von J. Venuto 1806.

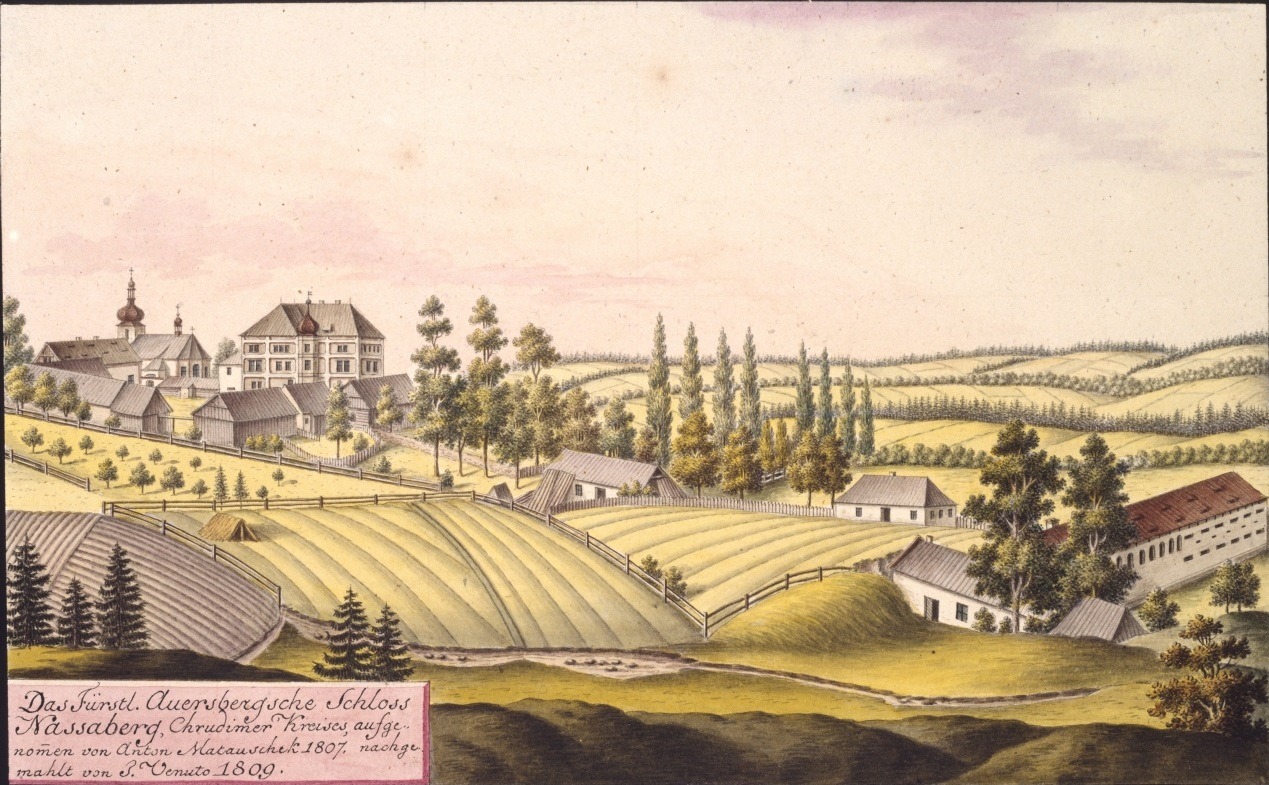
Nasavrky. Das Fürstl. Auersbergsche Schloss Nassaberg, Chrudimer Kreises, aufgenommen von Anton Matauschek 1807, nachgemahlt von J. Venuto 1809.

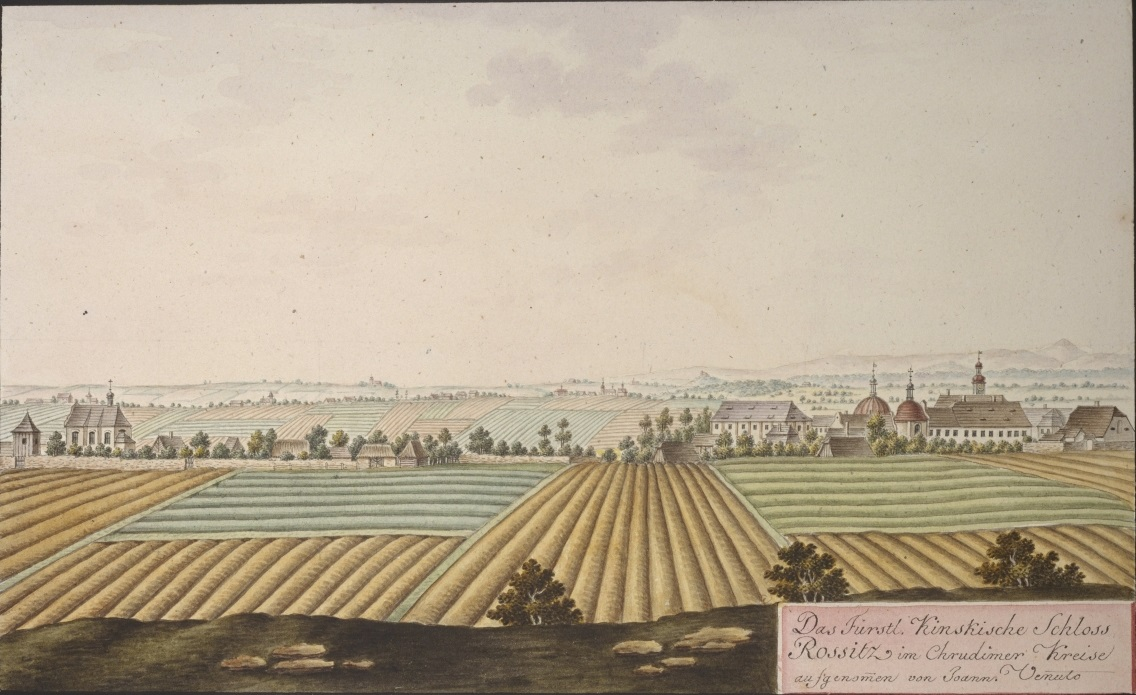
Rosice. Das Fürstl. Kinskische Schloss Rossitz im Chrudimer Kreise aufgenommen von Joann Venuto.

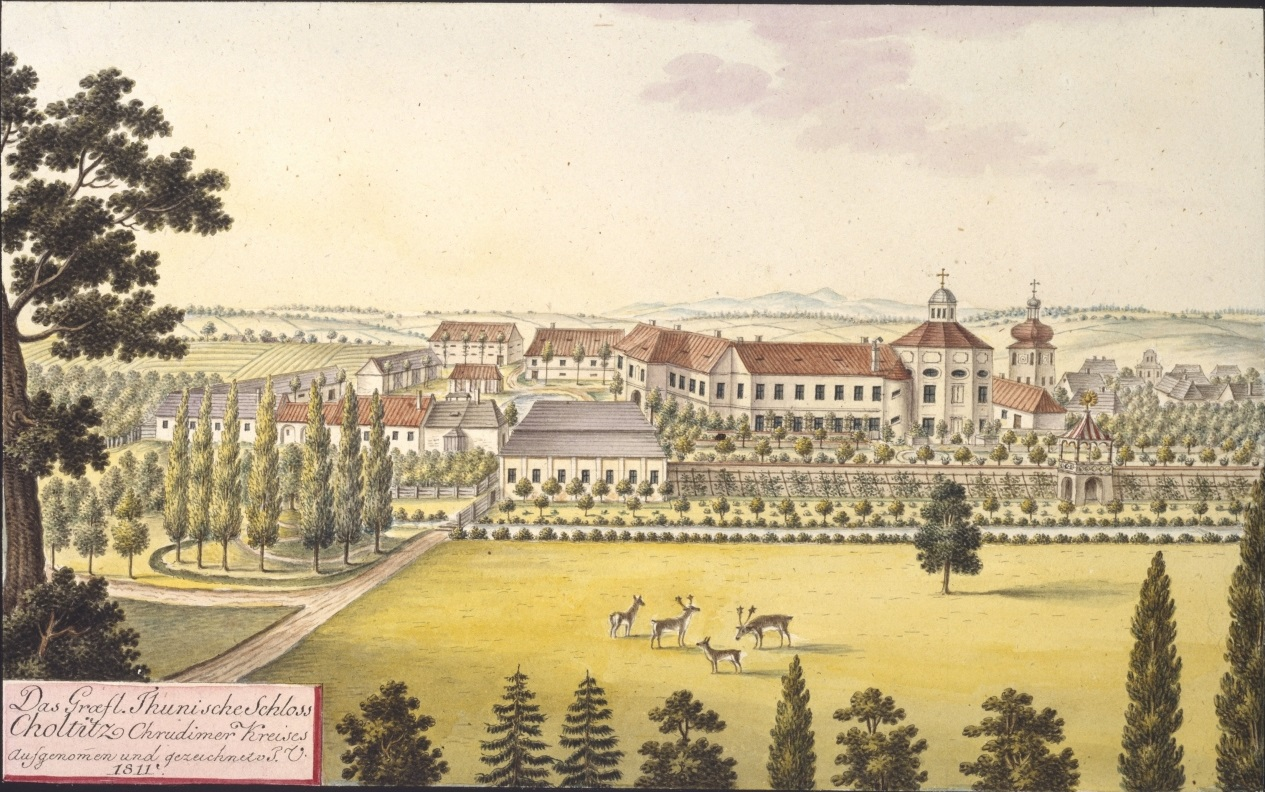
Choltice. Das Graefl. Thunische Schloss Choltitz Chrudimer Kreises aufgenommen und gezeichnet v. J. V.

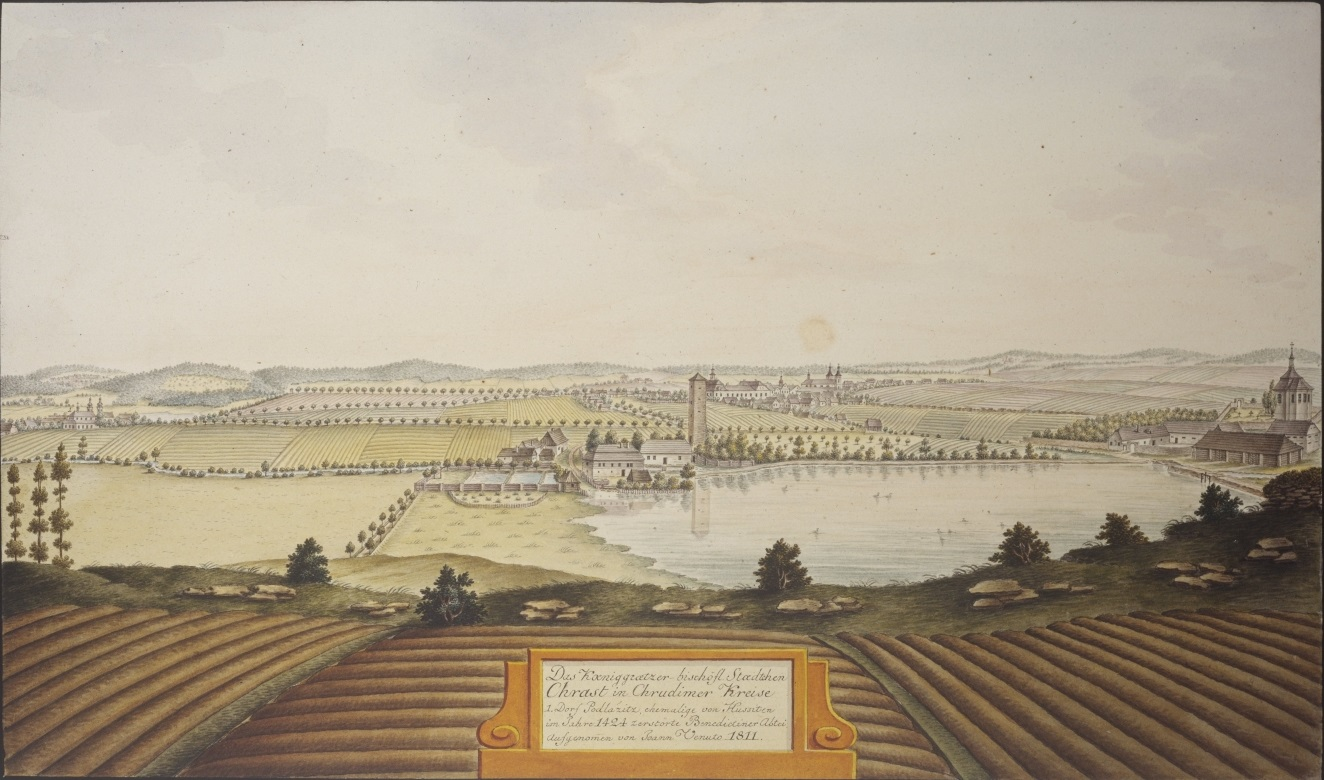
Das Koeniggraetzer-bischöfl. Staedtchen Chrast in Chrudimer Kreise. 1. Dorf Podlazitz, ehemalige von Hussiten im Jahre 1424 zerstörte Benedictiner Abtei aufgenommen von Joann Venuto 1811.

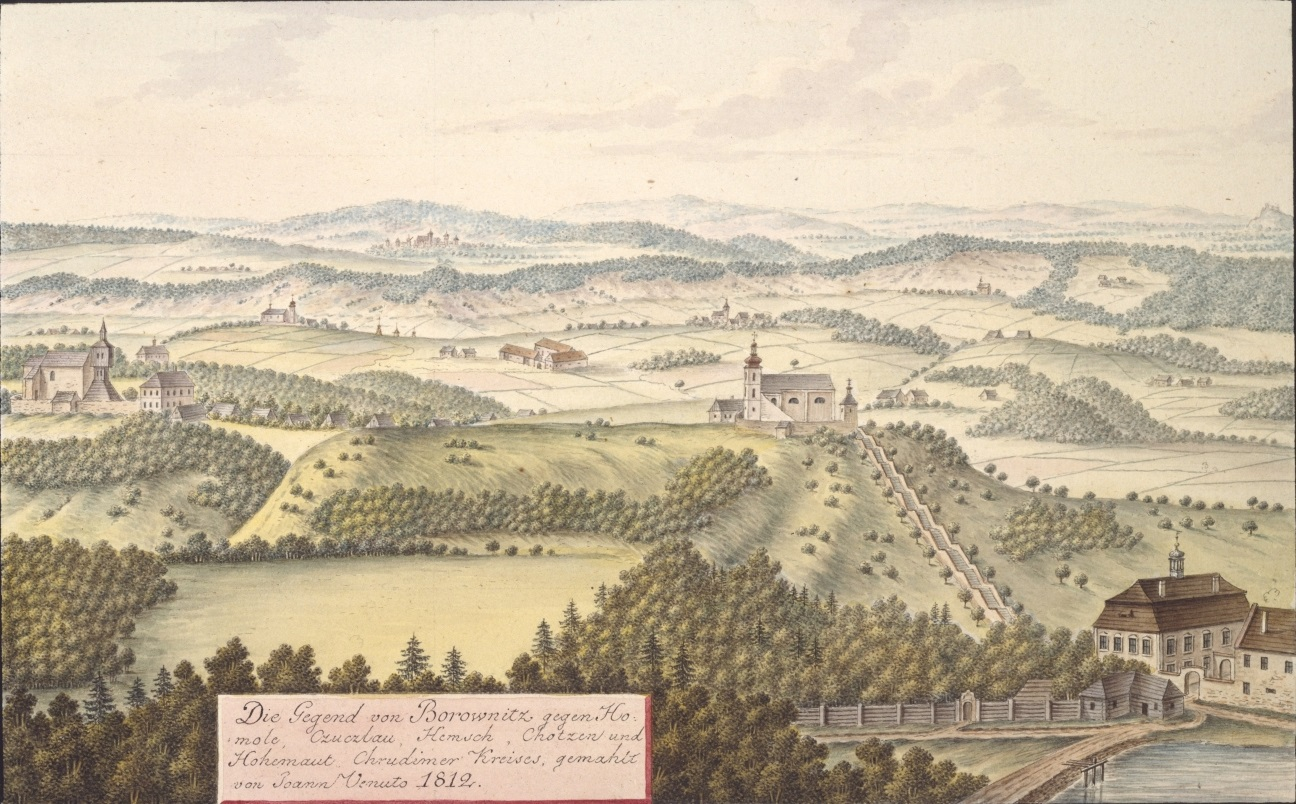
Homole (Borovnice). Die Gegend von Borownitz gegen Homole, Czuczlau, Hemsch, Chotzen und Hohemaut Chrudimer Kreises, gemahlt von Joann Venuto 1812.

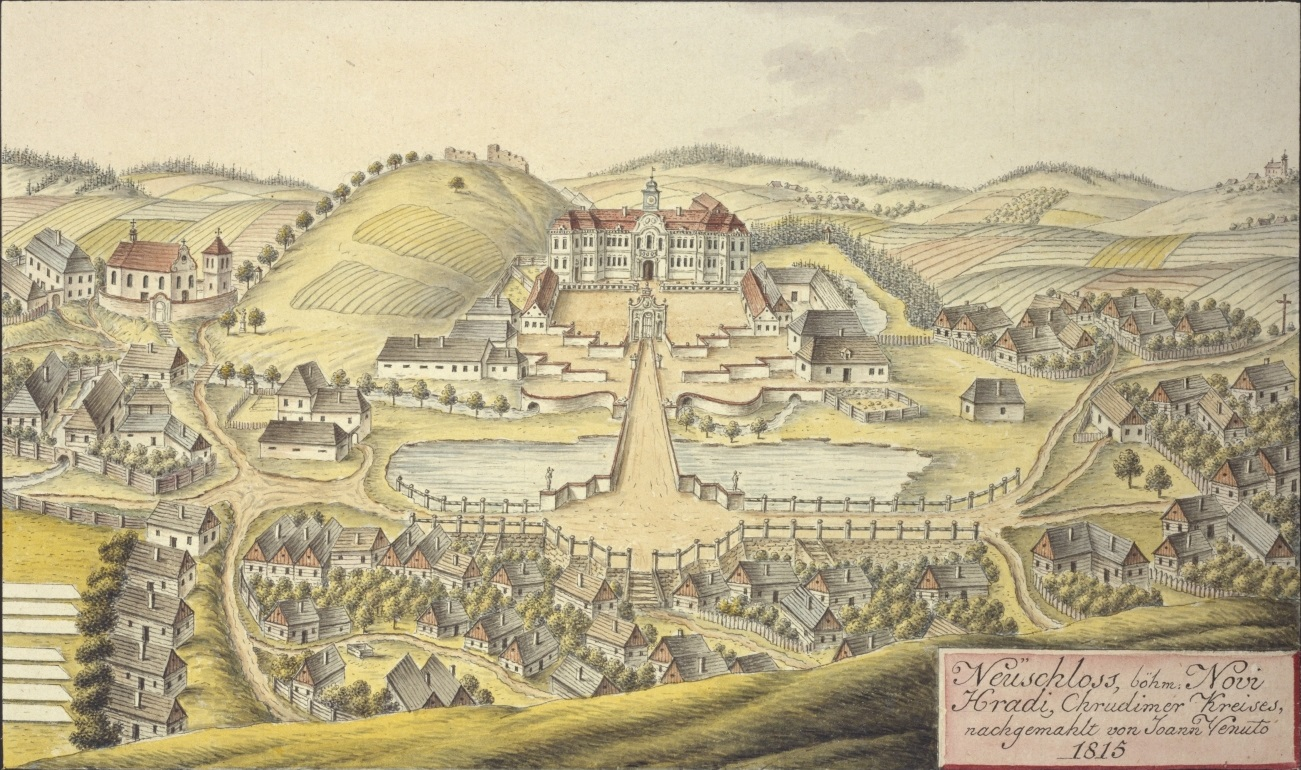
Nové Hrady. Neuschloss, böhm. Novi Hradi, Chrudimer Kreises, nachgemahlt von Joann Venuto 1815.

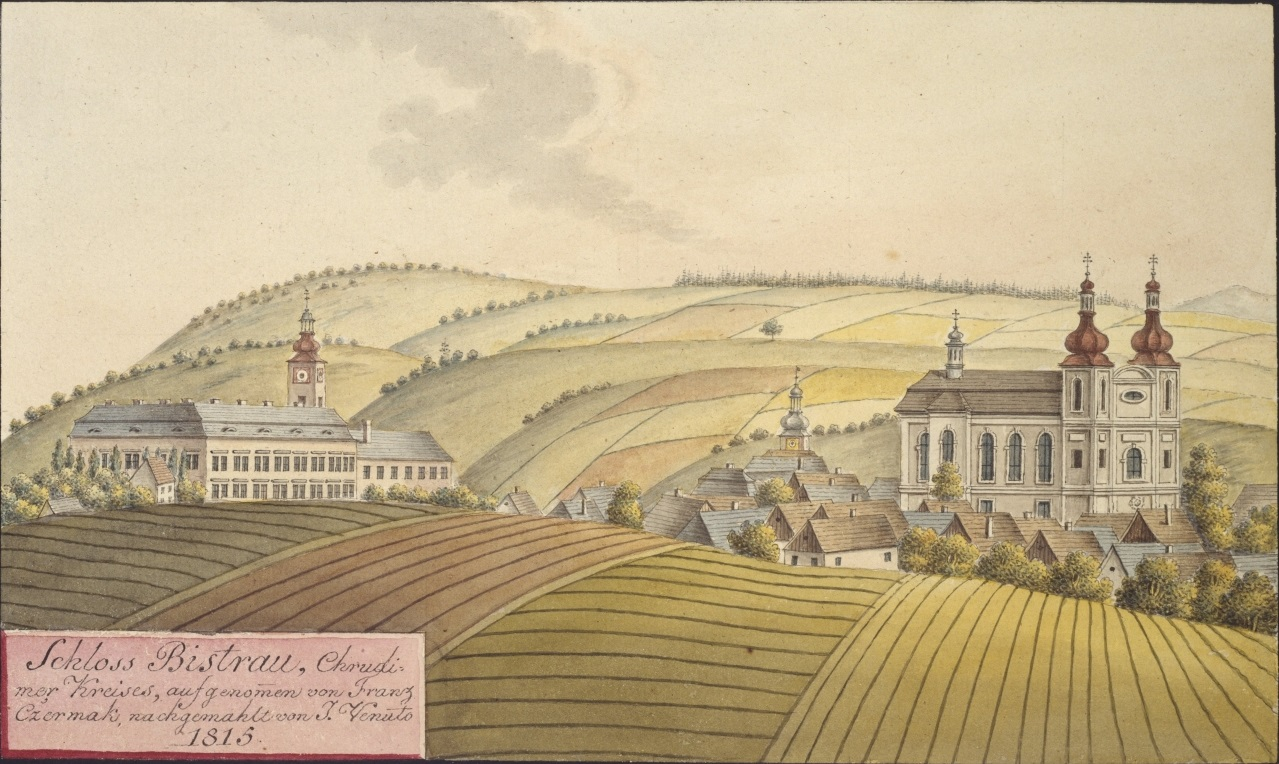
Bystré. Schloss Bistrau, Chrudimer Kreises, aufgenommen von Franz Czermak, nachgemahlt von J. Venuto.

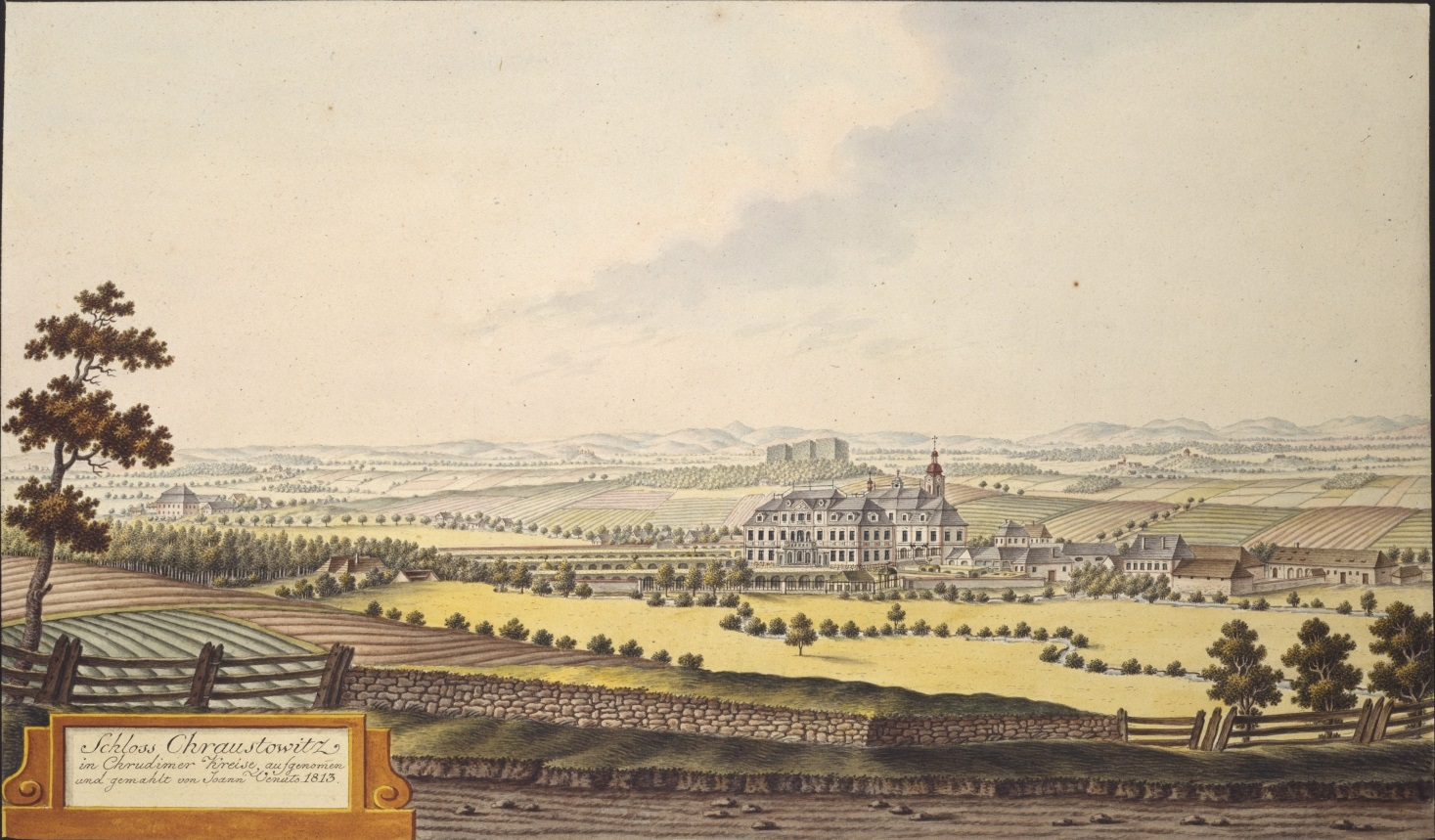
Chroustovice. Schloss Chraustowitz in Chrudimer Kreise, aufgenommen und gemahlt von Joann Venuto 1813.

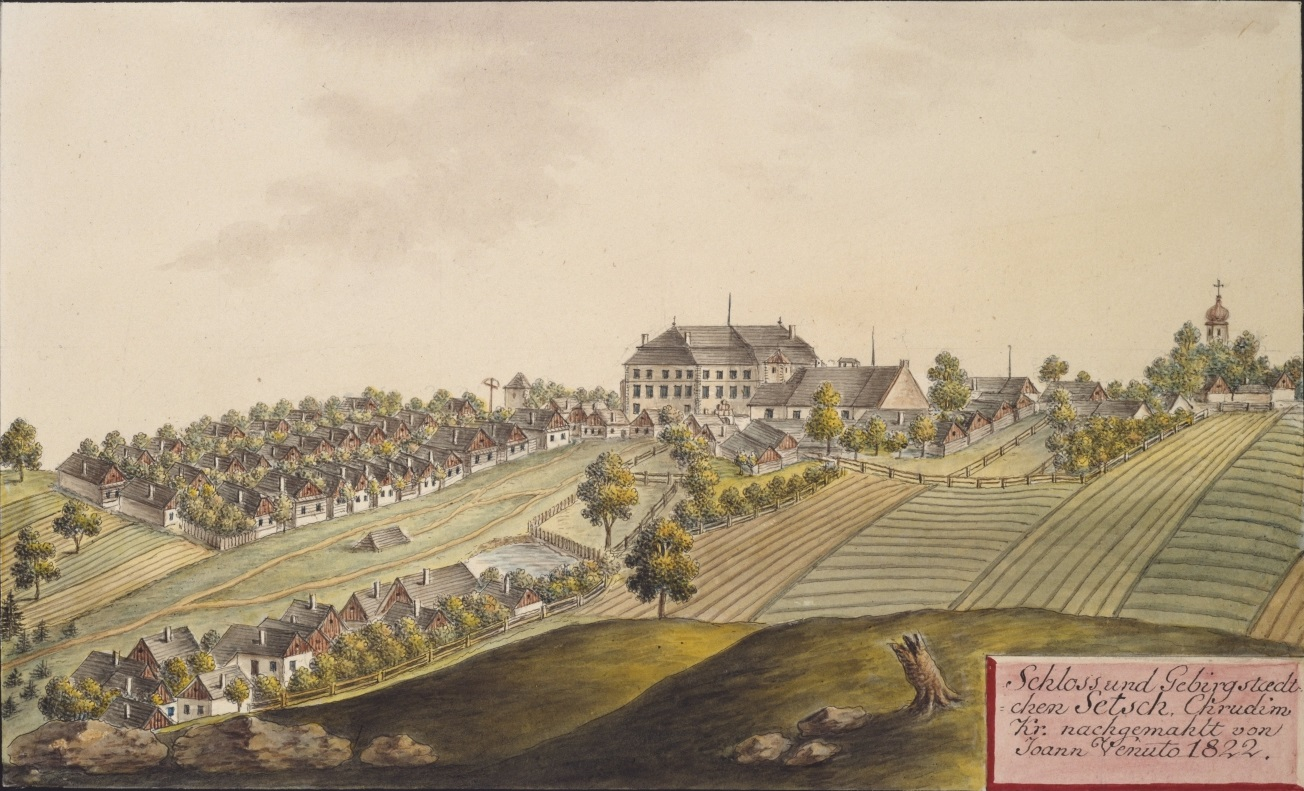
Seč. Schloss und Gebirgstaedtchen Setsch, Chrudim Kr. nachgemahlt von Joann Venuto 1822.

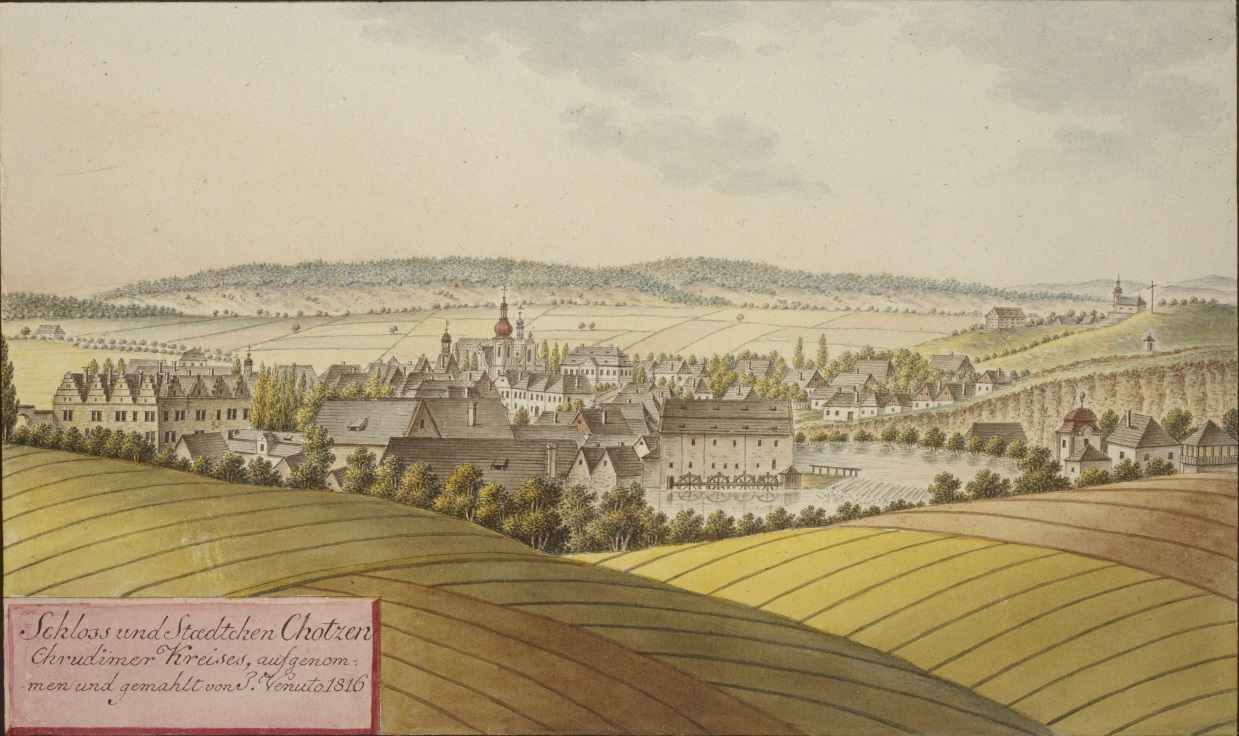
Choceň. Schloss und Stadtchen Chotzen Chrudimer Kreises, aufgenommen und gemahlt von J. Venuto 1816.

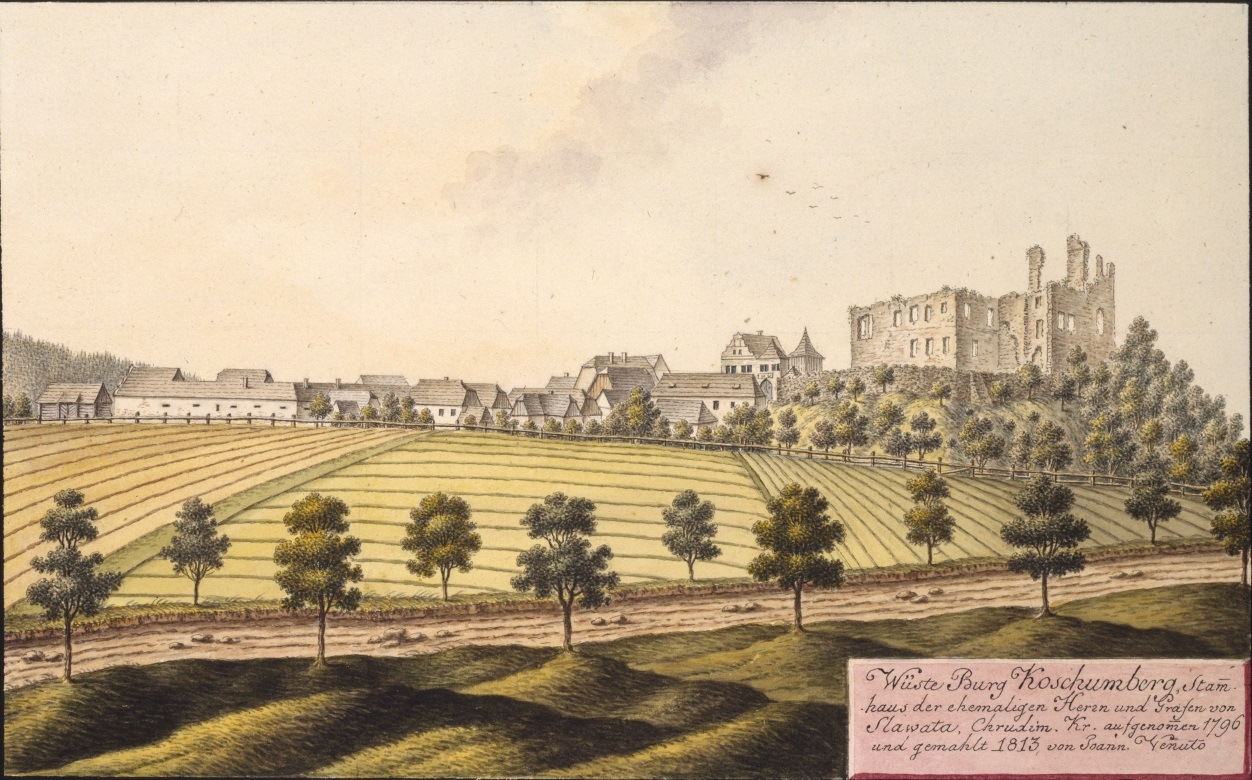
Hrad Košumberk. Wüste Burg Koschumberg, Stammhaus der ehemaligen Herrn und Grafen von Slawata. Chrudim. Kr. aufgenommen 1796 und gemahlt 1813 von Joann Venuto.

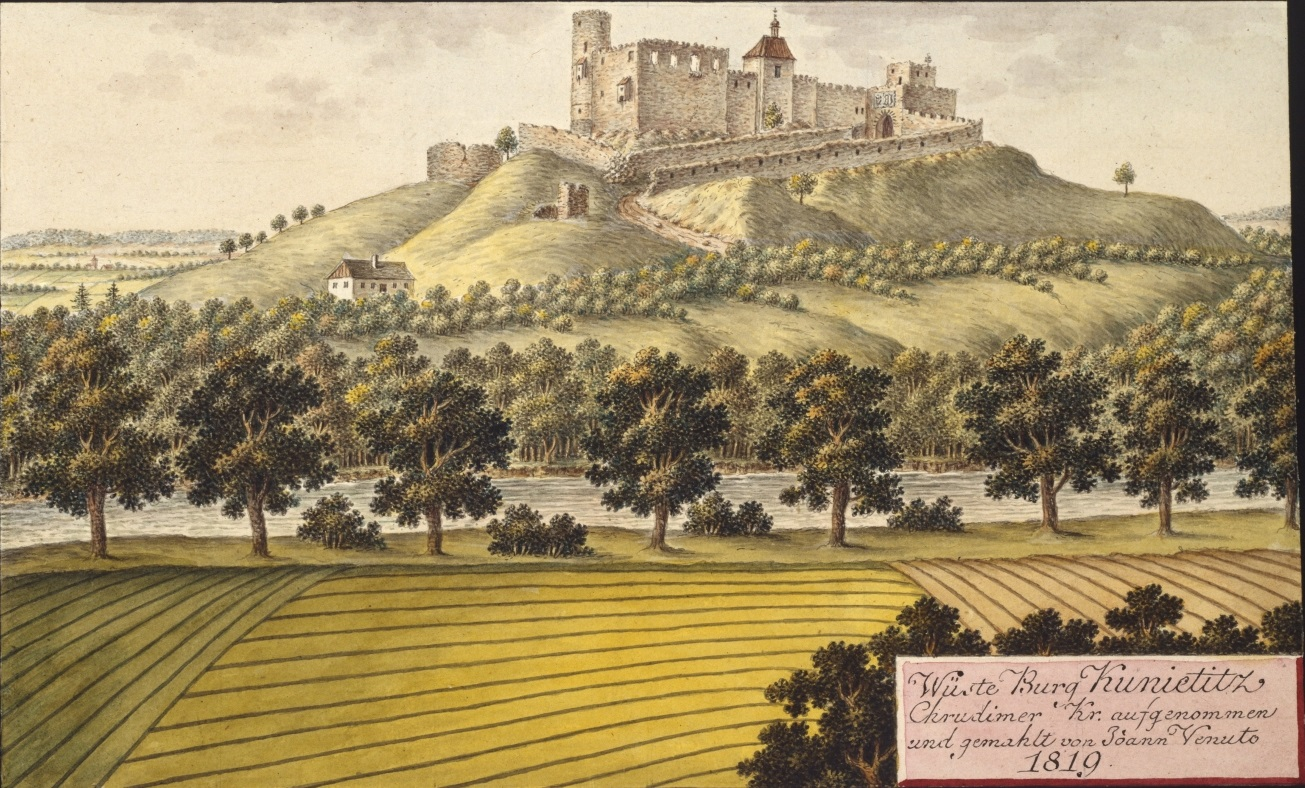
Kunětická Hora. Wüste Burg Kunietitz, Chrudimer Kr. aufgenommen und gemahlt von Joann Venuto 1819.

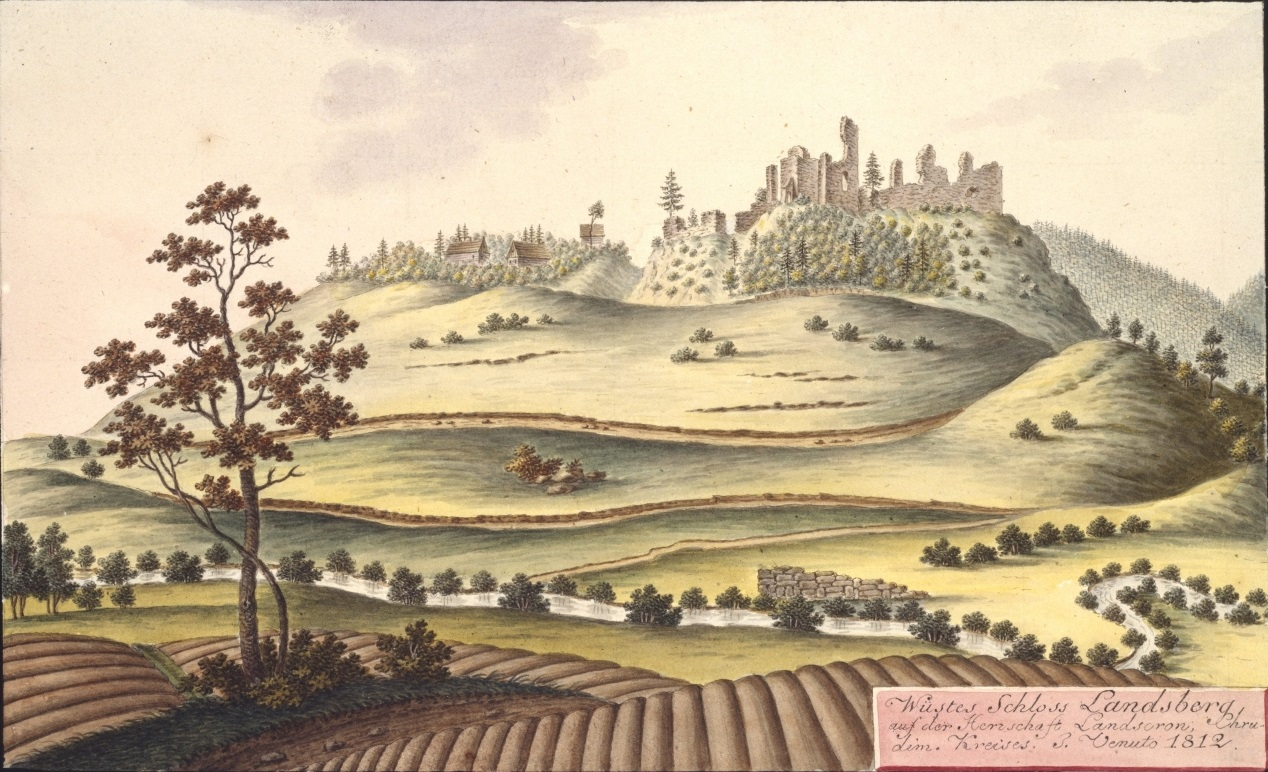
Lanšperk. Wüstes Schloss Landsberg auf der Herrschaft Landscron, Chrudim. Kreises. J. Venuto 1812.

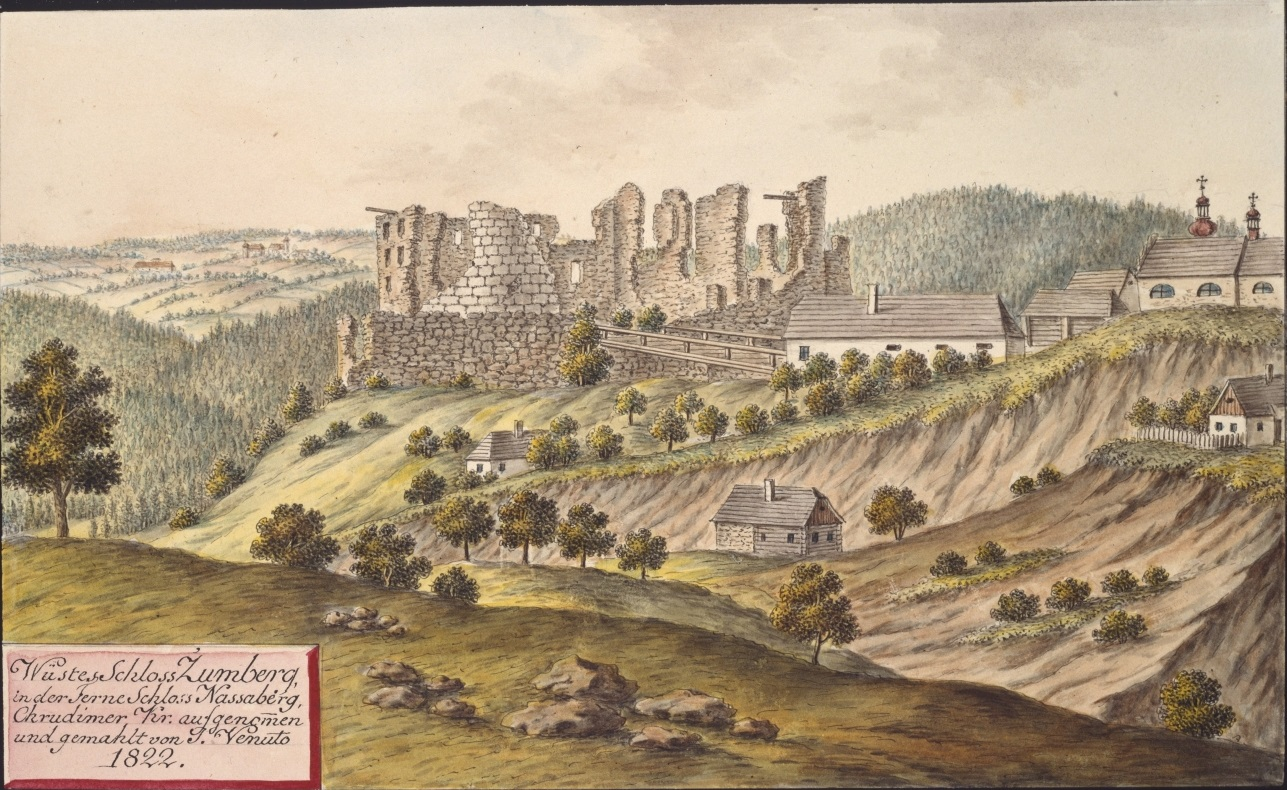
Hrad Žumberk. Wüstes Schloss Zumberg, in der Ferne Schloss Nassaberg, Chrudimer Kr. aufgenommen und gemahlt von J. Venuto 1822.

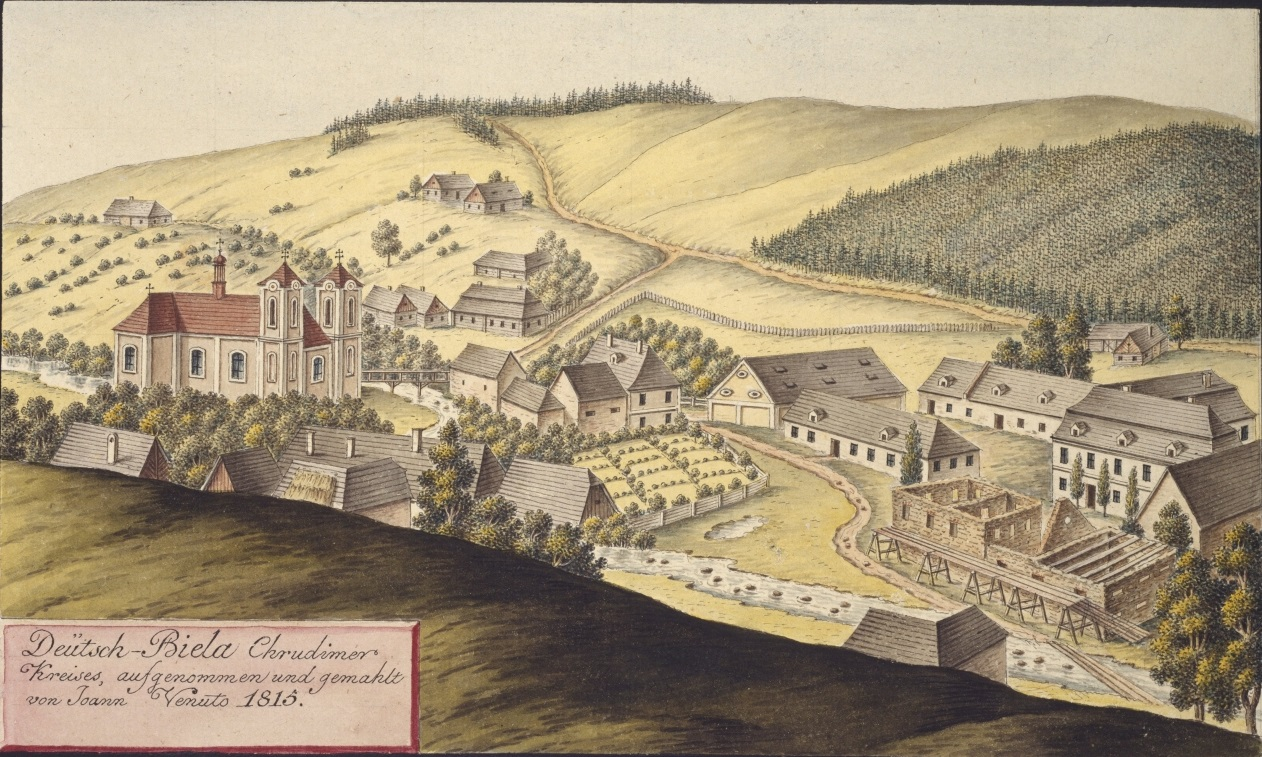
Bělá nad Svitavou. Deutsch-Biela Chrudimer Kreises, aufgenommen und gemahlt von Joann Venuto 1815.

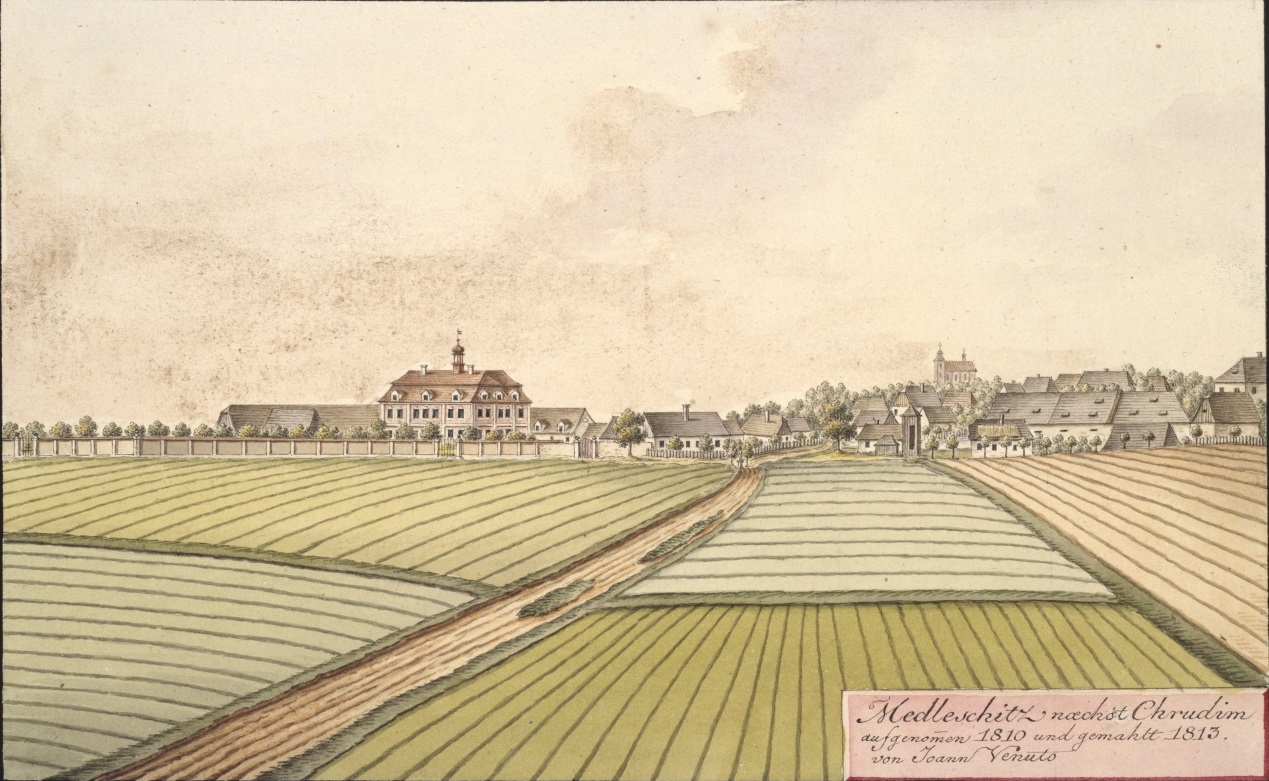
Medlešice. Medleschitz naechst Chrudim aufgenommen 1810 und gemahlt 1813 von Joann Venuto.

Chrudimský kraj či krátce Chrudimsko byl jedním z českých historických krajů, tvořil jižní část východních Čech. Jeho počátky spadají do 2. poloviny 13. století, kdy Přemysl Otakar II. původní hradské zřízení nahradil krajským zřízením. Centrem původního hradského zřízení bylo až do zavedení krajského zřízení chrudimské hradiště, stojící na místě dnešního města Chrudimi. Toto královské věnné město se pak stalo správním centrem kraje, který byl podle něj pojmenován. Existoval až do 19. století, na území přibližně odpovídajícím české části dnešního Pardubického kraje. Sousedil na severu s krajem Hradeckým a na jihozápadě s Čáslavským, na jihu a východě pak s Moravou.

## Přírodní podmínky
Většinu území kraje tvoří pahorkatiny a vrchoviny přecházející do nížin kolem Labe. Na severozápadě navazuje předhůří Orlických hor. Na jihu začíná Železnými horami a Žďárskými vrchy Českomoravská vysočina. Převážnou část území kraje odvodňuje Labe a zejména jeho levobřežní přítoky Chrudimka a Loučná, okrajově též Tichá Orlice. Jižní okraj území náleží do povodí Svratky.

## Historie

### Dějiny středisek

#### Chrudim
Chrudimský hradský obvod patřil Děpolticům, vedlejší větvi Přemyslovců. Ti však ohrožovali jednotnost a byli proto nuceni odejít z Čech do Polska. V letech 995 až 1055 v kraji vzniká první přemyslovské hradiště a v roce 1055 zde během svého vojenského tažení zemřel Břetislav I., Kosmův zápis o této události je první spolehlivou zmínkou o Chrudimi. Z dosavadního hradiště roku 1263 kolonizačním úsilím Přemysla Otakara II. vzniklo pravé středověké město. Roku 1421 se město po porážce táborskými a pražskými vojsky připojilo k husitům. Mimořádný rozkvět zaznamenalo kolem roku 1527. V roce 1567 byl prováděn v královských městech soupis domů, v Chrudimi jich tehdy bylo 480. V roce 1620 byla Chrudim tvrdě postižena za své sympatie k českému králi Fridrichu Falckému. V době hospodářského úpadku se intenzivně rozvíjelo působení jezuitského řádu, a to až do sklonku 18. století. Roku 1750 zde zřizuje královna Marie Terezie poštu a od roku 1751 je Chrudim sídlem reorganizovaného a trvale zde umístěného krajského úřadu. Od roku 1854 zde až do roku 1949 působil krajský soud. V období industrializace 19. století vzniká Wiesnerova strojírenská továrna (roku 1855).

#### Litomyšl
První zmínka o Litomyšli se vztahuje k roku 981 v Kosmově kronice české (Lutomisl), která ale vyšla až ve 12. století. Tehdy na litomyšlském návrší stával strážní hrad střežící panství Slavníkovců a nedaleko procházející obchodní cestu evropského významu – tzv. Trstěnickou stezku. Po vyvraždění Slavníkovců roku 995 přešlo území do rukou Přemyslovců. Olomoucký biskup Jindřich Zdík pozval do Litomyšle v polovině 12. století řád premonstrátů a založil roku 1145 premonstrátský klášter Olivetská hora (lat. Mons oliveti). Premonstráti dosáhli vysoké úrovně hospodářské a kulturní, a tak byla Litomyšl povýšena roku 1259 na město. Znak města (stříbrná lilie na červeném poli) byla převzata právě ze znaku premonstrátů (zlatá lilie na modrém poli). Díky úspěšné premonstrátské kolonizaci a umístění Litomyšle mezi Prahou a Olomoucí založil Karel IV. 30. dubna 1344 biskupství litomyšlské spolu s povýšením pražského biskupství na arcibiskupství. V postavení litomyšlských biskupů působili např. Jan ze Středy, Albrecht ze Šternberka nebo Jan Železný. Husité město napadli ve dvou vlnách v letech 1421 a 1425 a město velice poškodili také kvůli účinkování Jana Železného na Kostnickém koncilu.
Král Zikmund svěřil panství Kostkům z Postupic. Kostkové na svém panství podporovali Jednotu bratrskou a také přistěhovalectví. Za jejich vlády vzniklo v Litomyšli Nové Město s vlastním ohrazením, náměstím a radnicí. Kostkům z Postupic však bylo panství za účast ve stavovském odboji roku 1547 zabaveno. Dalšími majiteli se stali Pernštejnové. Vratislav II. z Pernštejna působil jako nejvyšší kancléř Království českého a byl prvním Čechem, který se stal nositelem Řádu zlatého rouna. Nechal postavit litomyšlský zámek, jehož stavitelem byl hlavně Giovanni Battista Aostalli. Roku 1649 prodali Pernštejnové panství Trauttmansdorffům. Prostřednictvím sňatku se dostalo do vlastnictví Valdštejn-Vartemberkům a posledními majiteli byli po roce 1855 Thurn-Taxisové.

#### Vysoké Mýto
Už název města Vysoké Mýto, založeného na místě starší osady, svědčí o královském založení, protože pouze panovník byl oprávněn zřizovat mýta. Kolonizační město bylo založeno roku 1262 králem Přemyslem Otakarem II. jako jedno z obchodních středisek na hlavní spojnici Čech s Moravou, na tzv. Trstenické stezce mezi Prahou a Olomoucí. O tři roky později provedl na příkaz krále Přemysla Otakara II. lokaci podle urbanistického stylu stejně jako v pozdějším městě Poličce Kondrád z Limberka (Cun(d)radus de Lewendorf / Con(d)rad von Lewendorf), který sem přivedl osadníky ze severního Německa. Město prosperovalo díky Trstenické stezce (cestě) vedoucí ze středních Čech do moravských center a uděleným právům: mílovému, várečnému a hrdelnímu. Město bylo opevněno vysokými hradbami, valy a hlubokými příkopy (dokládá se tak podle zakládací smlouvy města Poličky ze dne 27. srpna 1265).
Roku 1307 král Rudolf Habsburský změnil statut města na královské věnné město, takže připadlo jeho manželce Elišce Rejčce. První zmínka o chrámu sv. Vavřince pochází z roku 1349. V roce 1421 bylo město po krátkém odporu dobyto husitskými vojsky Pražanů, mnoho lidí bylo pobito a část města byla vypálena. Když byl v roce 1567 prováděn v královských městech soupis domů, ve Vysokém Mýtě jich tehdy bylo napočítáno 380. Roku 1700 město vyhořelo a v roce 1808 byla zbourána opevnění kolem městských bran. Mezi roky 1851–1959 bylo Vysoké Mýto sídlem okresu.

#### Polička
Polička byla založena jako královské město českým králem Přemyslem Otakarem II. v roce 1265. Lokaci provedl Konrád z Limberka (Cunradus de Lewendorf / Conrad von Lewendorf), který sem přivedl osadníky ze severního Německa. Město prosperovalo díky cestě vedoucí ze středních Čech do moravských center a uděleným právům (mílovému, várečnému a hrdelnímu). Jeho původní zástavba byla až na kostel a čtyři městské brány dřevěná. V roce 1305 je Polička již zmiňována jako věnné město českých královen. Ve druhé polovině 14. století bylo město vydlážděno, byly stavěny kamenné domy a městské hradby. Opevnění města bylo na vnější straně vysoké 10 m a obsahovalo nově i 19 bašt. Jádro 2,5 m široké hlavní hradby bylo z litého opukového zdiva, které obklopoval tvrdý kámen. Hradby doplňovala předsunutá parkánová zeď a vodní příkop.
Krizovým byl pro Poličku rok 1421. V něm nejprve město otevřelo bránu Janu Žižkovi, ale posléze bylo vypleněno vojskem Zikmunda Lucemburského. V husitských válkách posléze patřila do umírněného pražského městského svazu. Během vlády Jiřího z Poděbrad posílilo město svoji obranu barbakány pro ochranu 4 bran a dalším vodním příkopem. Polička se těšila přízni i králů z rodu Jagellonců. V roce 1547 byla však aktivní v odboji proti Ferdinandu I. Habsburskému, za což byla tvrdě potrestána. Byla jí pozastavena práva, zkonfiskován nemovitý majetek a uložena pokuta. Za další peníze muselo město statky za 12 let odkoupit zpět.
V roce 1567 byl prováděn v královských městech soupis domů, v Poličce jich tehdy bylo 200. Do města po celé 16. století pronikala renesance, která se projevila např. v kostele sv. Michala. Jeho stavbu řídil od roku 1576 stavitel italského původu Ambrož Vlach. Vnějšek kostela byl sice gotizující, ale vnitřek již plně renesanční. Zároveň s kostelem byla na hřbitově vystavěna též hranolová zvonice. V roce 1613 Poličku zasáhl ničivý požár, který nepostihl pouze gotickou radnici a jihozápadní část města. Po českém stavovském povstání byly městu po roce 1620 znovu odňata privilegia a statky. V dalších letech ho neblaze poznamenala třicetiletá válka, během níž se v něm několikrát objevily švédská i císařská armáda.

#### Lanškroun
Město Lanškroun bylo založeno v 2. polovině 13. století v souvislosti s královskou kolonizační činností jako hlavní ekonomické centrum rozsáhlého lanškrounsko-lanšperského panství. První dochovaná písemná zmínka o Lanškrouně pochází z roku 1285, kdy jej od českého krále Václava II. převzal Záviš z Falkenštejna. Od roku 1304 byl Lanškroun součástí majetku zbraslavského kláštera, později litomyšlského biskupství (roku 1358). Roku 1371 Petr Jelito, litomyšlský biskup a rodák z Dolního Třešňovce u Lanškrouna, založil ve městě augustiniánský klášter, který byl v období renesance přestavěn na zámek v renesančním slohu.
Po husitských válkách v 15. století získali Lanškroun Kostkové z Postupic. Od roku 1507 městu vládli Pernštejnové s výjimkou třinácti let, kdy město spravovali páni z Boskovic. Za vlády pánů z Postupic a poté Pernštejnů získal Lanškroun řadu významných privilegií. Dalšími vlastníky města a panství byli Hrzánové z Harasova a po bitvě na Bílé Hoře (roku 1620) připadl Lanškroun Lichtenštejnům (od roku 1622). V době třicetileté války bylo město poničeno švédskými i císařskými vojsky. Po ní do Lanškrouna přicházeli němečtí osadníci, kteří prosadili německou správu, od roku 1683 je městská kniha psána německy. V polovině 17. století vrcholí vědecká činnost nejvýznamnějšího lanškrounského rodáka, fyzika, matematika, astronoma, lékaře a filozofa, rektora Karlovy univerzity a zakladatele spektroskopie Jana Marka Marciho (1595–1667), po němž je pojmenováno nejen hlavní náměstí Lanškrouna, ale i kráter na odvrácené straně Měsíce. Koncem 18. století bylo město vyhlášeno městem municipálním. V polovině 19. století se stal Lanškroun sídlem okresního hejtmanství a okresního soudu a až do roku 1960 zůstal okresním městem.

#### Pardubice
První dochovaná zmínka o existenci Pardubic pochází z roku 1295, kdy papež Bonifác VIII. potvrdil zdejší klášter cyriaků a kostel sv. Bartoloměje. Prvním vlastníkem Pardubic na začátku 14. století byl Púta z Dubé. Kolem roku 1325 vyměnili jeho synové Pardubice s rytířem Arnoštem z Hostýně. Jeho syn Arnošt z Pardubic byl prvním pražským arcibiskupem. Na scénu nastoupil šlechtický rod pánů z Pardubic, kteří měli ve svém znaku přední bílou (stříbrnou) polovinu koně se zlatou uzdou na červeném štítu. Arnoštova závěť z roku 1340 je prvním dokladem o existenci Pardubic jako města, přesněji jako poddanského městečka. Povýšení Pardubic na městečko se tedy uskutečnilo někdy v letech 1332–1340. V roce 1390 byla postoupena část panství Hanušovi z Milheimu. Dalším majitelem po jeho smrti se na začátku husitských válek stal Viktorín Boček z Kunštátu a Poděbrad. Za husitských válek Pardubice pravděpodobně získal úchvatem moravský šlechtic Jan Hlaváč z Mitrova.
V roce 1491 Pardubice koupil Vilém II. z Pernštejna, nejmocnější šlechtic tehdejšího českého království. Vedle zvelebování města a panství se pustil i do pozdně gotické přestavby zdejšího vodního hradu, jeho synové Vojtěch a Jan pak pokračovali ve stylu renesančním. Tento historický unikát – přechod obranného vodního hradu na rozlehlý a pohodlný pardubický zámek – lze obdivovat dodnes. Pernštejnům město vděčí i za celé své historické jádro s renesančním náměstím, malebnými uličkami a dominantou Pardubic – Zelenou bránou. Po slavné éře Pernštejnů, kteří zadlužené panství prodali v roce 1560 arciknížeti Maxmiliánu II. Habsburskému, nastal úpadek. Třicetiletá válka město ještě více zbídačila. Nový rozvoj města přišel až v polovině 19. století. Dne 20. srpna 1845 přijel do Pardubic první vlak severní státní dráhy z Olomouce do Prahy. Ve druhé polovině století byly z města postupně rozvětveny další železniční tratě a vznikly průmyslové podniky jako lihovar, cukrovar, výrobce mlýnských strojů Josefa Prokopa synové, Fantova rafinérie minerálních olejů a další.

#### Přelouč
Přelouč je jedním z nejstarších historicky doložených míst regionu. Ve svém znaku má černý rošt ve zlatém poli, který je atributem sv. Vavřince, patrona opatovického kláštera, kterému byla v roce 1086 králem Vratislavem I. věnována. K tomuto roku se vztahuje i první písemná zmínka o osadě s chmelnicí. Od té doby se význam Přelouče výrazně měnil. Dne 8. září roku 1261 byla původní osada povýšena Přemyslem Otakarem II. na město a bylo jí uděleno magdeburské soudní právo. Správa náležela zvláštní rychtě. Mezi jejími držiteli byl například i Jiří z Poděbrad. Ještě ve 13. století se město stalo významným strategickým tranzitním místem při labském brodu na spojnici Hradce Králové a Kutné Hory. Roku 1421 byla Přelouč údajně dobyta a zničena katolickým vojskem Jana Městeckého z Opočna.
Roku 1518 připojil Přelouč Vilém z Pernštejna k panství Pardubice. V druhé polovině 16. století dostala renesanční podobu a roku 1580 se stala královským komorním městem, když tato privilegia potvrdil Rudolf II. Zároveň byl městu udělen městský znak s roštem sv. Vavřince. Za dob třicetileté války byla ale znovu poničena a rozkvět městu přinesla až stavba železnice a císařské silnice v 1. polovině 19. století. Díky těmto stavbám se Přelouč stala po Pardubicích druhým hospodářsky nejvýznamnějším městem regionu. V letech 1949 až 1960 byla městem okresním.
Od konce 13. století bylo budováno městské opevnění. Mělo dvě hlavní brány, Horskou na západě (též Pražskou) a na východě Pardubickou a dvě fortny, na severní straně Semínská, na jižní Benešovická. Obě brány byly zbourány po požáru v roce 1809. První radnice je doložena z roku 1562, zbořena byla roku 1852. Nová radnice s chlapeckou a dívčí školou v novorenesančním stylu byla vystavěna v roce 1882. Ve stejné stavebním slohu byla v letech 1899–1901 vybudována Občanská záložna, novorenesanční evangelický chrám roku 1905 a Divišova vila, vše dle plánů architekta Rudolfa Kříženeckého. Vila sloužila pro účely městského muzea, pak jako pečovatelský dům církve Českobratrské evangelické, později zprivatizována a upravena. Kostel sv. Jakuba Většího, původně románský, byl barokně přestavěn v roce 1646 po požáru v roce 1621, barokní varhany pocházejí z roku 1692. Hřbitovní kaple Navštívení Panny Marie byla postavena v letech 1682–1684 v souvislosti s pověstí o zázračné moci mariánského obrazu. Sloup sv. Jana Nepomuckého pochází z roku 1704. Novorománská synagoga z roku 1861 byla roku 1937 pronajata Církvi československé, v letech 1949–1952 zmodernizována na sbor Tůmy Přeloučského.

#### Skuteč
První písemná zmínka o Skutči podél obchodní cesty pochází z roku 1289. Zmiňuje se kostel Nanebevzetí panny Marie, přestavěný do gotické podoby Benešem z Wartenberka a jeho ženou Dorotheou Berkovou z Dubé roku 1355.
Předtím je historicky doložen i skutečský hrad Humperka, pravděpodobně převážně dřevěný, stojící na skále mezi dnešním skutečským letištěm a nádražím. Patrně již počátkem 13. století vzniklo dnešní hlavni náměstí za první republiky pojmenované Palackého s gotickými později několikrát přestavěnými domy a převážná část dnešní ulice k dnešnímu nádraží (Nádražní) dříve pojmenované Masarykova. Skuteč měla i právo hrdelní s popravištěm a podle Augusta Sedláčka i doložený dům kata s gotickým portálem (zobrazeným Karlem Liebscherem v dílu Chrudimsko Sedláčkových "Hradů, zámků a tvrzí českých") v dnešní Heydukově (Lažanské) ulici.
K roku 1457 je připomínáno jméno školního rektora Matěje, který byl zároveň písařem a zakladatelem nejstarší městské tzv. „Žluté knihy“.
Středověká Skuteč je známa jako otevřené panské město, že však zde nějaké opevnění a brány, které se na noc uzavíraly byly, dokládá i pohled na západní stranu náměstí z Fimberka s mohutnými zdmi na zadních stranách původně gotických domů a i tvar a název ulice Ve Fortně.
Ve Skutči byl církevní děkanát (zmiňovaný již roku 1655) a později dokonce vikariát. Pozdně renesanční budova děkanátu se zachovala v barokní přestavbě, v padesátých letech však byla zbořena obranná zeď kolem děkanství i s barokní bránou se sochou Panny Marie (socha se snad nalézá v depozitáři městského muzea). Podobný osud stihl i nedalekou barokní sochu Sv. Vavřince a ohroženo bylo i barokní schodiště do děkanského chrámu se sochami Sv. Václava a Sv. Ludmily nahoře a pomníku s křížem dole, z důvodu údajného rozšíření ulice. Schodiště i když tehdy neudržováno bylo zachováno budoucím generacím, odstraněn však byl velký litinový kříž Božího těla, stojící nedaleko na hlavním náměstí proti staré škole (dnes budova Městského úřadu). Duplikát tohoto kříže dosud stojí v malém parčíku na náměstí v blízké Proseči u Skutče.
Již v 18. století byla Skuteč sídlem okresního soudu (viz budova na obrázku za barokním Mariánským sloupem), dobré školy (dnes budova městského úřadu na náměstí) a ve století 19. dokonce i sídlem politického okresu.
Berní úřad byl ve Skutči zřízen v roce 1850, kdy převzal funkci berní ruly rychmburského panství a fungoval později jako okresní až do roku 1949. Potom byl přemístěn do Hlinska v Čechách.

#### Hrad Rychmburk
Hrad Rychmburk byl postaven nejspíše začátkem 13. století, majitelem byl tehdy uváděn Tas z Pardubic a Staré. Roku 1297 získal hrad Beneš z Vartemberka, po jeho smrti převzal hrad jeho syn stejného jména. Další Beneš hrad přestavěl a rozšířil o opevněné přehradí. Po jeho skonu hrad zdědili jeho bratři Čeněk a Jan z Vartemberka, a tito hrad darovali řádu johanitů. V roce 1361 hrad získal Vilém Flaška z Pardubic, vnuk Tasův. Jedním z Vilémových synů byl první pražský arcibiskup Arnošt z Pardubic. V roce 1369 přebral hrad syn Smil Flaška z Pardubic, který byl též básníkem a spisovatelem. V roce 1392 prodal panství Otovi Berkovi a Bočkovi z Kunštátu a Poděbrad. V postupní listině jsou vyjmenovány všechny osady panství a tři městečka: Hlinsko, Svratka a Skuteč. Pro mnohé obce je to první písemná zmínka vůbec. V roce 1396 koupil Smil Flaška panství zpět. Po jeho smrti v roce 1403 se majitelem hradu a panství stal jeho syn Arnošt, jemuž byli poručníky litomyšlský biskup Jan Železný a Odolen z Lipnice.
V roce 1425 hrad Rychmburk dobyli husité (hrad fakticky nebyl dobyt, ale posádka se po upálení podlažického opata v blízké obci Lažany u Skutče vzdala za volný odchod) a byl dán do správy Jiříkovi, synovi Jakuba Kroměšína, husitského hejtmana. V roce 1433 si Rychmburk přisvojil husita Jan Pardus z Horky a Vratkova. V roce 1436 bylo panství vráceno Arnoštovi Flaškovi za věrné služby Katolické jednotě. Protože o tři roky později zemřel Arnošt jako bezdětný, panství připadlo jako odúmrť králi. V roce 1454 přejímá panství Jan Pardus, po něm v roce 1465 syn Vilém Pardus, který, jakožto nezletilý, měl poručníka Zdeňka Kostku z Postupic. Po Vilémově smrti v roce 1490 spravovala panství Anežka z Chlumu a Košumberka. V roce 1500 získal panství Jindřich Šťastný z Valdštejna, po něm panství v roce 1537 dědí syn Vilém z Valdštejna, který provedl rozsáhlou opravu hradu. V roce 1550 získává hrad na rok do zástavy Kryštof Jandert z Vrchlabí, po něm získává hrad do svého držení Marie Jansovská ze Soutic. Roku 1555 Rychmburk získává do zástavy Zdeněk Berka z Dubé a Lipého, v roce 1558 koupil celé rychmburské panství. Po jeho smrti v roce 1572 dědí panství Václav Berka z Dubé a Lipého. Ten v roce 1600 umírá a panství připadá jeho synovi Lvu Buriánovi Berkovi z Dubé a Lipého.
Lev Burian Berka z Dubé rozšířil panství o Rosice, Úhřetice, Řestoky, Dašice a Slatiňany. Roku 1623 byl povýšen do hraběcího stavu. Po jeho smrti v roce 1625 panství zdědil jeho nezletilý syn Matyáš Ferdinand Berka, za něho panství spravovala jeho matka Eusebie Hypolita Františka Berková, která byla známá svou nenávistí k protestantům a arogantním přístupem k poddaným. Od roku 1636 spravuje panství již sám Matyáš Ferdinand Berka, který zemřel bez dědiců v roce 1644. Do roku 1650 pak panství držel Bohuslav Berka z Meziříčí. Po jeho smrti v roce 1659 vymřel rod Berků po meči. Panství přebírá jeho dcera Františka Božena Rosálie Berková, která správcem panství jmenovala Františka z Jansdorfu.
Od roku 1680 přešlo panství na jabloneckou větev Berků, hrad a panství převzal František Antonín Berka, bezdětný zemřel v roce 1706. Po smrti Františka Antonína Berky zdědila panství Františka Rosálie Berková, která byla provdaná za Leopolda Kinského ze Vchynic. Po její smrti v roce 1714 spravuje panství Václav Albert Kinský z Chocně (zemřel v roce 1719) a hrad a celé panství zdědil jeho syn Vilém Štěpán Kinský, známý svou velkorysostí a dobrým vztahem k poddaným. Po jeho úmrtí v roce 1749 panství přebírá jeho syn František Josef hrabě Kinský, který již roku 1752 umřel. Panství zdědila jeho dcera Marie Augusta Kinská, která byla zasnoubena se svým příbuzným Filipem Kinským a panství mu v roce 1753 odkázala. Filip Kinský se značně zasloužil o panství, provedl rozsáhlou úpravu hradu, zakládal dvory a ovčíny, které daly základ novým osadám na panství. Postavil lovecký zámeček Karlštejn nad Svratkou. Krátce před smrtí roku 1823 prodal Filip Kinský panství Thurn-Taxisům. Majitelem panství se stal Karel Alexander z Thurn-Taxisu. Na hradě nikdy nebydlel, neboť sídlí v bavorském Řezně. V roce 1827 panství zdědil jeho syn Maxmilián Karel z Thurn-Taxisu. V roce 1871 pak panství získává Maria Karel z Thurn-Taxisu, mj. synovec rakouské císařovny Alžběty. Posledním majitelem hradu a panství byl Albert z Thurn-Taxisu. V roce 1945 byl hrad znárodněn a byl zde zřízen domov pro staré občany.

#### Bystré
První písemná zmínka o městě Bystré pochází z roku 1200. V Kronice české od Václava Hájka z Libočan, kterou nelze brát jako věrohodný pramen, je v roce 1021 zmiňována tehdejší osada ležící asi kilometr na západ od dnešního města v místě zv. U kostelíčka. Název pochází od názvu potoka, na kterém osada ležela – Bystrý. Po vypálení původní osady byla na Trstenické stezce postavena nová trhová ves Bystré (zmiňována roku 1349) ve tvaru podkovy. Prvními majiteli obce Bystré byly páni z Mokošína. Od roku 1213 ves patřila ke svojanovskému panství. Za vlády Karla IV. byla povýšena na městečko. V pozdějších dobách získalo město řadu privilegií – např. vybírání mýta, právo týdenního trhu a jiné.
V 16. století se novým majitelem města stal Jan Bezdružický z Kolovrat, jenž nechal přestavět místní tvrz. Roku 1604 umírá a je pohřben v hrobce v místním kostele. Následujícími majiteli byli páni z Martinic, kteří zahájili v Hamrech (dnes část Bystrého) těžbu železné rudy. Za třicetileté války bylo město zpustošeno; v roce 1624 tudy táhl Albrecht z Valdštejna. V roce 1686 koupil bysterské panství Leopold z Valderode, ovšem roku 1707 jej ve veřejné dražbě kupuje Jakub Hanibal, hrabě z Hohenembsu, který nechal ve městě postavit radnici. Za jeho syna František Rudolfa byl položen základní kámen ke kostelu a založeny nedaleké lázně Balda. Roku 1869 rod Hohenembsů vymírá a bysterské panství připadlo císaři Františku Josefu I., který ho vlastnil až do vzniku Československa v roce 1918.

### Novější dějiny kraje
První železniční spojení získal Chrudimský kraj otevřením Olomoucko-pražské dráhy v roce 1845. Trať byla vybudována do srpna tohoto roku. Vedením a dozorem nad úsekem trati z České Třebové do Prahy byl pověřen ing. Jan Perner s týmem inženýrů. V roce 1874 se v Pardubicích konal první překážkový koňský dostih, dnes známý jako Velká Pardubická.
Při solním sčítání v roce 1702 bylo zjištěno v Chrudimském kraji 73 183 křesťanů a 343 židů, dohromady 73 526 obyvatel nad 10 let. V roce 1857 čítala výměra kraje 3357 km², počet obyvatelstva přítomného 351 269, což činilo na 1 km² 104 obyvatel. Smíšených okresních úřadů bylo 12, 571 katastrálních-místních obcí, 25 měst, 10 městysů a 801 vesnic.
Kraj vydržel v původním uspořádání až do roku 1849, kdy bylo císařským nařízením č. 268/1849 o nové organizaci soudní, č. 255/1849 o nové organizaci správy a prozatímním zákonem obecním č. 170 ze 17. března 1849 nahrazen správou státní (zeměpanskou). Kraj byl sice obnoven v pozměněných hranicích roku 1855, ale vydržel jen do 23. října 1862, kdy bylo krajské zřízení definitivně zrušeno. Po zrušení se země členily již jen na okresy, když už od roku 1850 se stala Chrudim sídlem okresního hejtmanství (moderním nástupcem Chrudimského kraje je kraj Pardubický). Nadále však zůstala zachována krajská organizace u soudů, krajský soud sídlil až do roku 1949 v Chrudimi.

## Významní hejtmané
- 15. století Jan Městecký z Opočna[5]
- 1440–1446 Bohuš Kostka z Postupic[6]
- 1609–1610 Lev Burian Berka z Dubé
- kolem roku 1651 Hynek Talacko z Ještětic[7]
- 1684–1688 Romedius Konstantin Thun-Hohenstein
- 1706–1709 Leopold Vilém II. z Valdštejna
- 1722 Václav Antonín Chotek

## Sídla v kraji roku 1654
Místa v kraji Chrudimském z roku 1654, označená v berní rule tohoto kraje jako města a městečka.

### Města
| Jméno města     | stav                                                       | obyvatel roku 1651 | počet budov roku 1830 | obyvatelstvo přítomné roku 1830 | obyvatelstvo domácí roku 1830 |
| --------------- | ---------------------------------------------------------- | ------------------ | --------------------- | ------------------------------- | ----------------------------- |
| Litomyšl        | poddanské, panské město, panství Litomyšl                  | 1938               | 640                   | 5816                            | 5699                          |
| Chrudim         | královské věnné město                                      | 1645               | 732                   | 5625                            | 5606                          |
| Vysoké Mýto     | královské věnné město                                      | 1288               | 747                   | 4568                            | 4607                          |
| Lanškroun       | poddanské, panské město, panství Lanškroun                 | 1149               | 710                   | 4246                            | 4314                          |
| Pardubice       | poddanské, komorní město, panství Pardubice                | 872                | 404                   | 3665                            | 3602                          |
| Polička         | královské věnné město                                      | 651                | 616                   | 3590                            | 3646                          |
| Skuteč          | poddanské, panské město, panství Rychumburk                | 533                | 562                   | 3277                            | 3386                          |
| Přelouč         | poddanské, komorní město, panství Pardubice                | 329                | 238                   | 1535                            | 1590                          |
| Heřmanův Městec | poddanské, panské město, panství Heřmanův Městec a Stolany | 295                | 319                   | 2312                            | 2365                          |

### Městyse
| Jméno městečka      | stav                                               | obyvatel roku 1651 | počet budov roku 1830 | obyvatelstvo přítomné roku 1830 | obyvatelstvo domácí roku 1830 |
| ------------------- | -------------------------------------------------- | ------------------ | --------------------- | ------------------------------- | ----------------------------- |
| Choceň              | poddanské, panské městečko, panství Choceň         | 641                | 329                   | 1924                            | 1955                          |
| Ústí nad Orlicí     | poddanské, panské městečko, panství Lanškroun      | 473                | 391                   | 2874                            | 2868                          |
| Lázně Bohdaneč      | poddanské, komorní městečko, panství Pardubice     | 463                | 159                   | 1270                            | 1360                          |
| Hlinsko             | poddanské, panské městečko, panství Rychumburk     | 381                | 517                   | 3120                            | 3202                          |
| Chrast              | poddanské, panské městečko, panství Chrást         | 377                | 292                   | 1531                            | 1590                          |
| Česká Třebová       | poddanské, panské městečko, panství Lanškroun      | 355                | 415                   | 2301                            | 2329                          |
| Dašice              | poddanské, komorní městečko, panství Pardubice     | 344                | 192                   | 1398                            | 1463                          |
| Bystré              | poddanské, panské městečko, panství Bystré         | 326                | 272                   | 1862                            | 1883                          |
| Luže                | poddanské, panské městečko, panství Košumberk      | 248                | 263                   | 1342                            | 1408                          |
| Sezemice            | poddanské, komorní městečko, panství Pardubice     | 246                | 194                   | 1411                            | 1457                          |
| Holice              | poddanské, komorní městečko, panství Pardubice     | 223                | 486                   | 3116                            | 3222                          |
| Týnec nad Labem     | poddanské, komorní městečko, panství Pardubice     | 175                | 267                   | 1785                            | 1811                          |
| Jablonné nad Orlicí | poddanské, panské městečko, panství Lanškroun      | 139                | 105                   | 557                             | 563                           |
| Seč                 | poddanské, panské městečko, panství Seč            | 130                | 132                   | 1045                            | 1017                          |
| Hrochův Týnec       | poddanské, rytířské městečko, statek Hrochův Týnec | 121                | 159                   | 887                             | 934                           |
| Svojanov            | poddanské, panské městečko, statek Svojanov        | 116                | 75                    | 518                             | 498                           |
| Nasavrky            | poddanské, panské městečko, panství Nasavrky       | 101                | 53                    | 520                             | 518                           |
| Trhová Kamenice     | poddanské, panské městečko, panství Nasavrky       | 70                 | 101                   | 774                             | 774                           |
| Choltice            | poddanské, panské městečko, panství Choltice       | 100                | 101                   | 678                             | 703                           |
| Chroustovice        | poddanské, panské městečko, panství Chroustovice   | 73                 | 135                   | 841                             | 853                           |
| Žumberk             | poddanské, panské městečko, panství statek Žumberk | 69                 | 65                    | 417                             | 420                           |
| Bojanov             | poddanské, panské městečko, panství Seč            | 69                 | 44                    | 339                             | 341                           |
| Svratka             | poddanské, panské městečko, panství Rychumburk     | 65                 | 167                   | 988                             | 1001                          |

## Panství v kraji roku 1654
Místa v kraji Chrudimském z roku 1654, označená v berní rule tohoto kraje jako panství a statky.
| Pořadí | stav     | majitel                                                                                          | Seznam měst, městysů a vsí | osedlost |
| ------ | -------- | ------------------------------------------------------------------------------------------------ | --- | -------- |
| 1      | Panovník | Pardubické panství J. M. císařské                                                                | město Pardubice, město Přelouč, městys Lázně Bohdaneč, městys Týnec nad Labem, městys Sezemice, městys Dašice, městys Holice, Trnová, Doubravice, Ohrazenice, Rosice, Svítkov, Mateřov, Černá u Bohdanče, Rybitví, Blatníkovská Lhotka (Rybitví), Blatník (Rybitví), Volče, Pravy, Košalice, Živanice, Bělá, Vyšehňovice, Přelovice, Habřinka, Bukovka, Neratov, Břehy, Lohenice, Mělice, Vlčí Habřina, Sopřeže, Žarovnice, Semín, Lhota za Přeloučí, Škudly, Kozašice, Jankovice, Mokošín, Krakovany, Kojice, Vinařice, Chrčice, Selmice, Lhota Uhlířská, Ždánice, Dolany, Rohoznice, Křičeně, Vosice Velké, Vosičky, Dobřenice, Polizy, Hubenice, Lhota pod Libčany, Roudnice, Libišany, Podulšany, Opatovice, Pohřebačka, Vysoká, Bukovina, Borek, Dříče, Dražkov, Bohumělice, Oujezd, Rokytno, Hradiště, Brozany, Kunětice, Němčice, Hrobice, Srch, Stéblová, Pohránov, Hrádek, Bejště, Chvojnov, Chvojence, Bělče Velký, Hoděšovice, Poběžovice, Albrechtice, Štěpánovsko, Nová Ves na království, Bělečko Malé, Chotce, Časy, Lukovně, Kladina, Velké Koloděje + Malé Koloděje, Lány u Dašic, Zimnej, Ředice,Ředice, Vostřetín, Litětiny, Veliny, Roveň,Roveň, Čeradice, Moravany, Platěnice, Slepotice, Bělošovice, Turov, Komárov, Prachovice (Dašice), Chostěnice, Lhota Ouřecká, Hostovice, Tunechody, Měntice, Vostřešany, Nemošice, Pardubičky, Drozdice, Žižín, Černá za Bory, Jesinčany, Draškovice, Třebošice, Popkovice, Číčovice, Mikulovice, Jezbořice, Barchov, Bezděkov, Opočínek obojí, Lány na Důlku, Krchleby (Lánů na Důlku), Srnojedy, Jeníkovice, Bláto, Kasaličky, Počaply | 1412     |
| 2      | Panský   | Litomyšl, panství Jana Frydrycha hraběte z Trautmansdorffu                                       | město Litomyšl, Horní Sloupnice, Dolní Sloupnice, Voděrady, Jehnědí, Džbánov, Deštná, Mladočov, Budislav, Jarošov, Příluky, Heřmanice, Lány, předměstí Zaháj, předměstí Zahrady, předměstí Český a Německý, Benátky, Lautrbach, Trztěnice, Chmelík, Karlsbrun, Květná, Pohora, Kaliště, Lesník, Třemošná, Lubná, Střítež, Široký Důl, Poříč a Srnětín, Horní Oujezd, Osík, Seče a Chotěnov, Morašice, Lažany, Řikovice, Javorník, Bučina, Hrušová, Cerekvice, Tržek, Nedošín, Kornice, Sedliště, Bohuňovice, Tisová, Záles, Němčice, Svinná, Pazucha, Kozlov, Semaníny, Strakov, Jansdorf, Mikulce, Malý Absdorf a Velký Absdorf, Dyttersdorf, Koclířov, Kamenná Horka, Lačno, Vlčkov, Sedlištky. Sebranice, Dolní Oujezd | 1062,375 |
| 3      | Panský   | Lanškroun, panství Karla Eusebia knížete z Lichtenštejna                                         | Město Lanškroun, městys Ústí nad Orlicí, městys Česká Třebová, městys Jablonné nad Orlicí, Ostrov, Skuhrov, Rybník, Parník, Lhotka, Zhoř, Vlčkov, Řetová, Řetůvka, Dlouhá Třebová, Hylváty, Dolní Libchávy, Horní Libchavy, Černovír, Knapovec, Horní Houžovec, Dolní Houžovec, Dolní Dobrouč, Horní Dobrouč, Jakubovice, Čermná dolní a horní, Bystřec, Jamné nad Orlicí, Orličky, Čenkovice, Vyprachtice, Dolní Heřmanice, Horní Heřmanice, Hebortice, Horní Třešňovec, Dolní Třešoňovec, Albrechtice, Sázava, Kozínoha, Žichlínek, Luková, Trpík, Kunžvald neb Kralovec, Helvíkov, Třebovice, Damníkov, Rudoltice | 1020,75  |
| 4      | Panský   | Rychmburk, panství Bohuslavovi Ferdinadovi Leopoldovi hraběti Berkovi z Dubé a Lipého náležející | město Skuteč, městys Hlinsko, městys Svratka, Dolní Holetín, Ždárec, Radčice, Malinné, Leštinka, Skutíčko, Rychmburk, Lažany, Štěpánov, Zbožnov, Lhota u Skutče, Doly, Rabouň, Rvasice, Brdo, Chlum, Dolany, Zhoř, Hněvětice, Miřetín, Lešany, Perálec, Kutřín, Hluboká, Česká Rybná, Rychnov, Pustá Kamenice, Otradov, Krouna, Oldřiš, Svratouch, Český Herálec, Kameničky, Chlumětín, Jeníkov, Kladno, Raná, Oldřetice, Pokřikov, Vojtěchov, Mrakotín, Oflenda, Horní Prosetín, Dolní Prosetín, Mokrýšov, Holetí Dolní a Horní, Blatno, Hamry, Studnice, Vitanov, Pustá Rybná | 513,875  |
| 5      | Městský  | Město Polička s vesnicemi přináležejícími                                                        | Město Polička, Nedvědí, Trhovice, Sedliště, Korouhev, Telecí, Borová, Oldřiš, Sádek, Kamenec, Modřec, Široký Důl, Makov, Česká Radiměř, Pustá Rybná | 396,25   |
| 6      | Městský  | Město Vysoké Mýto s vesnicemi přináležejícími                                                    | Město Vysoké Mýto,Vraclav, Sedlec, Sedlíšťka, Rzy, Chotěšiny, Džbánov, Lhůta, Brteč, Stříhanov, Vanice, Stardouň | 273,875  |
| 7      | Městský  | Město Chrudim s vesnicemi přináležejícími                                                        | Město Chrudim, Vestec, Topol, Kočí, Vlčnov, Pouchobrady, Pohled | 238,25   |
| 8      | Panský   | Bystrý, panství Maxmiliana hraběte z Martinic                                                    | městys Bystrý, Hartmanice, Hlásnice,Trpína, Jedlová, Korouhev, Lymberg, Stašov, Bavín, Dlouhá Ves, Čankovice, Lavičný, Lačnov, Lipec, Březovice. | 204,75   |
| 9      | Panský   | Choceň, panství Ferdynanda Zykmunda hraběte Kurce                                                | městys Choceň, Kosořín, Nořín, Slatina, Sruby, Chlumek, Oujezd, Nová Ves, Plchovice, Bošín, Skorenice, Věstovice, Nasavrky, Dobříkov, Janovičky, Vinary, Hemže, Březenice, Lhota Zářecká, Sloupnice, Rzhy | 152,125  |
| 10     | Panský   | Seč, panství Emanuele de Cuorira (Couriers)                                                      | Městys Seč, městys Bojanov, Kovářov, Petrkov, Hůrka, Lhotice, Samařov, Bezděkov, Proseč, Lipkov, Polánka, Chlum, Krásný, Vršov, Přemilov, Prosička, Lhotičky, Hodonín, Křižanovice, Viškov, Liboměřice, Lucibořice, Šiškovice, Deblov, Mladoňovice, Petříkovice, Rtětín, Svídnice | 146      |
| 11     | Panský   | Heřmanův Městec a Stolany, panství hrabinky Kyzlové (Anna Marie Khyslová)                        | město Heřmanův Městec, Klešice, Chotěnice, Radlice, Ouheřice, Dlubina, Dolany, Nerozhovičky, Kostelec, Nerašice, Vicomělice, Raškovice, Stolany, Sobětuchy, Čejkovice, Skupice, Janovice, Zbehňovice, Chrbokov, Zlatnice, Podola, Nutice, Citkov, Prachovice, Boukalka, Tašovice, Vydžice, Sušice, Slankovice, Hody, Drbohlav, Zdechovice, Vlaštěrov, Bylany, Lány, Vitzomělice | 110,5    |
| 12     | Panský   | Chrast, panství hraběti (Linhartovi Karlovi) hraběti z Harrachu                                  | městys Chrást, Podlažice, Chacholice, Skála, Horka, Rosice, Bor, Zalazany, Dobrkov, Bořice, Ouřetice, Vejvanovice, Dvaračovice, Zásadí, Podeřel, Lipec, Chlum, Bartava | 107      |
| 13     | Panský   | Slatiňany, panství Bohuslava, Ferdynanda Leopolda, hraběti Berky z Dubé a Lipého                 | Čankovice, Bližňovice, Blansko, Skalice, Synčany, Seslávky, Nová Ves, Rosice, Radim, Bělá, Kvasín Dřeveš, Střítež, Vyhnánov, Včelakov, Bystřice, Slatiňany, Škrovád, Trpišov, Smrkový Týnec, Rabštejnská Lhota, Řestoky, Vrbětice, Tisovec, Sobětuchy, Kochánovice | 106,75   |
| 14     | Panský   | Nové Hrady, panství Marije hraběnky Trauconově                                                   | Chotovice, Nové Hrady, Volšany, Nová Ves, Příluka, Suchá Lhotka, Proseč, Záboří, Podměstí, Zderaz, Zbor, Leština, Doubravice, Dvořiště, Podhořany, Rybníček, Mokrá Lhotka, Javorníček | 106,375  |
| 15     | Panský   | Brandýs, panství Jana Frydrycha hraběte z Trautmansdorffu, 1.díl v kraji Hradeckém               | Morašice, Újezdec, Horky, České Heřmanice, Vračovice, Zářecká Lhota, Oucmanice, Svatý Jiří, Loučky, Sudislav nad Orlicí,Přívrat, Vlčkov, Voděrady, Sedliště, Pěšice | 93,25    |
| 16     | Panský   | Košumberk, panství Jindřicha Vilíma Slavaty z Chlumu a Košumberka                                | městys Luže, Zdislav, Bělá, Ložovice, Jenšovice, Martenice, Mentov, Mravín, Štence, Popovec, Sedlice, Pěšice, Srpce, Voletice, Hluboká | 89,625   |
| 17     | Panský   | Chroustovice, panství Arnošta z Traunu                                                           | městys Chroustovice, Městec, Ostrov, Opočen, Stradouň, Radhost, Týništko, Lhota, Břekov, Zaječice, Zíka | 80,25    |
| 18     | Panský   | Nasavrky, panství Emanuele de Cuorira (Couriers)                                                 | městys Nasavrky, městys Trhová Kamenice, Hradiště, Vochoz, Vobořice, Drahobudice, Vejsonín, Lukavice, Kunčí, Vorel, Nová Ves, Rohozná, Javorný, Travný, Lupoměchy, Petrkov | 69,125   |
| 19     | Panský   | Choltice, panství Margarety Anny hrabinky z Thumu                                                | městys Choltice, Luhy, Vodraný Veselí, Chrtníky, Svinčany, Stojice, Svojšice, Ledeč, Holotín, Vicomělice, Lipoltice, Urbanice, Turpesy, Benešovice, Pobilzovice, Loděnice | 60,75    |
| 20     | Panský   | Žumberk, statek Doroty Salomeny Zárubové, rozené Bechyňce z Lažan                                | městys Žumberk, Smrček, Prostějov, Částkov, Havlovice, Hořička, Habrovec, Louka, Kostelec, Čejřov, Bošov, Švihov, Podlejšany, Krupín, Strkov, Stětín, Bratroňov, Rváčov, Všeradov, Petrkov, Stíčany, Vejvanovice, Dubová, Vranov, Bitovany | 55,375   |
| 21     | Rytířský | Bělá nad Svitavou, statek Jakuba Kapouna                                                         | Bělá nad Svitavou, Vitějeves, Chrastavec, Brněnec, Zářečí, Půlpecen | 54,875   |
| 22     | Rytířský | Zaječice, statek Kateřiny Lukavecký                                                              | Zaječice, Chloumek, Spálava, Nehodovka, Březovice, Honbice, Nabočany, Holešovice, Kameničky, Křemenice, Barovice, Zubří, Veselí, Lepějovice, Valy | 47,5     |
| 23     | Rytířský | Trojovice, statek Janovi Rudolfovi Cellerovi z Rozenthalu                                        | Trojovice, Řepníky, Střemošice, Svařeň, Zádolí, Hlína, Bezděkov | 40,375   |
| 24     | Rytířský | Zdechovice, statek Rudolfa Václava Věžníka z Věžnik                                              | Zdechovice, Chvaletice, Trnávka, Řečejany, Labětín, Špitovice, Seník | 36,875   |
| 25     | Panský   | Svojanov, statek Karla Záruby z Hustiřan                                                         | městys Svojanov, Rohozná, Starý Svánov, Studenec, Lhota, Předměstí, Manova Lhota, Huti | 27,125   |
| 26     | Rytířský | Přestavlky, statek Hynka staršího Talácky z Ještětic                                             | Přestavlky, Dachov, Čekov, Bošov, Stan, Srní, Bítovany, Drbohlavy | 24,75    |
| 27     | Panský   | Zámrsk, statek Františkovi z Kolovrat                                                            | Zámrsk, Jaroslav, Vysoký | 23,5     |
| 28     | Panský   | Morašice, statek Frantze z Keysserštejna                                                         | Morašice, Lány, Bylany, Rozhovice, Dubany, Marklovice, Písky | 23,5     |
| 29     | Rytířský | Hrochův Týnec, statek Kateřiny Fleyschmanové z Knabluchu                                         | městys Hrochův Týnec, Čankovice, Lipec, Libecína, Střítež, Hluboká | 18,875   |
| 30     | Panský   | Střibřichy, statek Jindřicha Kustoše z Zubřího a Lipky                                           | Střibřichy, Dřenice | 10,25    |
| 31     | Rytířský | Uhersko, statek sirotků Vitanovských                                                             | Uhersko, Trusnov | 9        |
| 32     | Městský  | ves v kraji Chrudimském ležící a ke Kutné Hoře přináležející                                     | Čepí | 7,25     |
| 33     | Panský   | Štěpánov, statek Voldřicha Střely z Rokyc                                                        | Jedousy, Klenovka, Štěpánov | 5,75     |
| 34     | Rytířský | Březovice, statek Václava Haugkvicovic z Biskupic                                                | Březovice | 4,5      |
| 35     | Rytířský | Domarodice, statek Zikmundovi Klikošovskýmu z Klikošova                                          | Domarodice | 3,5      |
| 36     | Rytířský | Libanice, statek Adama Jindřicha Talácky z Ještětic                                              | Libanice | 3,5      |
| 37     | Panský   | Blato, statek sirotkům po Jindřichovi hraběti z Bubna                                            | Blato | 2,375    |
| 38     | Rytířský | Bítovany, statek Kateřiny Bořické                                                                | Bitovany | 2        |
| 39     | Rytířský | Zájezdec, statek Kateřiny Zumrové rozené Taláckové                                               | Zájezdec | 1,375    |
| 40     | Rytířský | Hroubovice, statek Volfa Haffnera                                                                | Hroubovice | 0,75     |
| 41     | Rytířský | ves Javorný z dílu statku Lipky v kraji Čáslavském sirotku Kustošovskému                         | Javorné | 0,25     |

## Chrudimský kraj v letech 1621–1781
Situaci chrudimského kraje v době pobělohorské (rekatolizace, tajní evangelíci, exulanti...) popsala řada autorů. Všechny základní informace včetně zdrojů shrnují práce Ladislava Nekvapila.

## Soudní okresy kraje od roku 1855

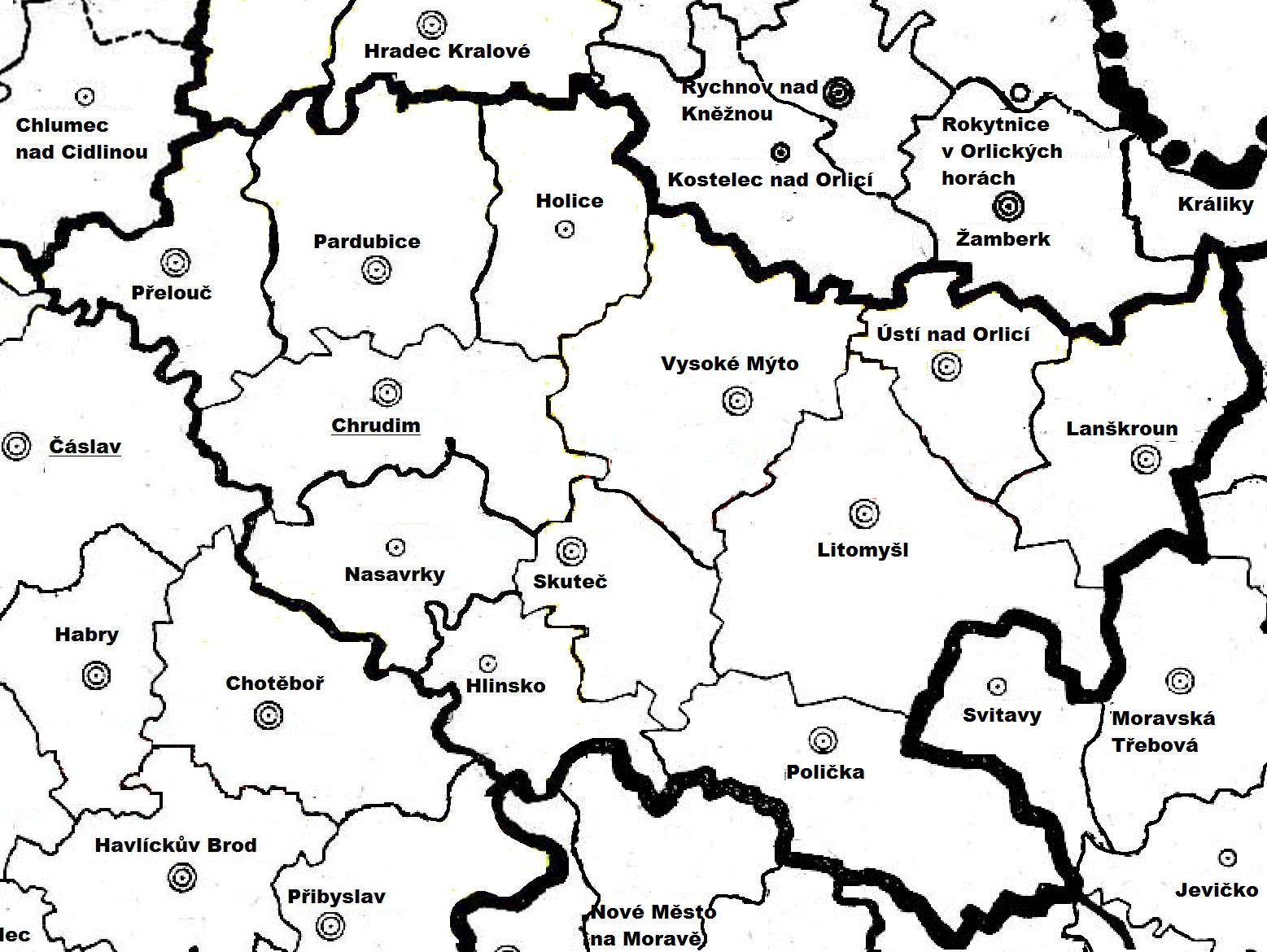
Soudní okresy Chrudimského kraje od roku 1855, základní jednotkou je svobodná obec

- Chrudim
- Nasavrky
- Přelouč
- Pardubice
- Holice
- Vysoké Mýto
- Litomyšl
- Ústí nad Orlicí
- Skuteč
- Hlinsko
- Polička
- Lanškroun